# Crazy Raccoon
Crazy Raccoon（クレイジー・ラクーン、略称：CR）は、日本で2018年4月6日に発足したプロゲーミングチーム。『ゲーマーをかっこよく魅せる』という目標のもと活動を行っている。ここではチーム及び所属するメンバーについて記載する。

## 概要
2018年4月6日にFortnite部門、Vainglory部門、Streamers部門の3部門で構成されたプロゲーミングチームとして設立。チームの運営は株式会社Samurai工房によって行われ、代表取締役は高野大知。高野は同時にチームオーナーでもある。同年10月にVainglory部門は解散となっている。
2019年1月に国内では初めての賞金付きFortnite大会を開催した。以降はFortnite、Apex Legends、VALORANTの三部門において開催されている。Crazy Raccoon選手をはじめとして、日本のインフルエンサーやプロプレイヤー、日本国外のプロプレイヤーが出場する規模の大会となっている。詳細はCrazy Raccoon Cupを参照。
2020年にはApex Legends部門とVALORANT部門が新設された。Crazy Raccoon Cupのオープニングムービーなどを制作しているCreators部門も新設されている。2021年では大会出場選手が在籍する部門としてFortnite部門、Apex Legends部門、VALORANT部門の三部門、その他の部門としてStreamers部門、Creators部門の二部門で構成され、全五部門となっている。所属メンバーは大会出場の他に、日常的なYouTubeやMildomでの生放送配信や生放送の内容を切り抜いた動画投稿、イベントなどの出演を行っている。
2021年10月23日にバーチャルYouTuber事務所「Neo-Porte」にまふまふ、そらる、渋谷ハルと共に運営として参加することが発表された。
2022年1月29日には新競技部門としてClash Royale部門の設立同年7月10日には大乱闘スマッシュブラザーズ部門の設立、2023年2月23日にはブロスタ部門の設立、同年6月25日にはストリートファイター部門を設立した。 同部門は2024年1月13日にストリートファイターリーグ: Pro-JP 2024への参入が決定した。
2023年11月28日には株式会社GameWithの連結子会社であり、プロeスポーツチームDetonatioN FocusMeを運営する株式会社DetonatioNと包括的業務提携契約を結びVALORANT部門に所属していたneth、meiy、popogachiが、2024年2月5日にはMedusa、ヘッドコーチのAstell、コーチのNorthernlightsがDetonatioN FocusMeのVALORANT部門ロスターとなった。
これによりCRとしてのVALORANT部門は休止となっている。
2024年4月7日には韓国の強豪選手を揃えたオーバーウォッチ部門を新設、2025年3月1日にHonor of Kingsのパートナーシップチームとなり4月4日には部門を新設、さらに翌4月5日には餓狼伝説部門を新設しFortnite、Apex Legends、Clash Royale、Brawl Stars、大乱闘スマッシュブラザーズ、STREET FIGHTER、オーバーウォッチ、Honor of Kings、餓狼伝説、STREAMERの全十部門の活動体勢となっている。
スポンサーはGALLERIAの1社。過去にはLogicool、JTEKT、Heartim、Mildom、OPENREC.tv、LEVEL∞、ASTRO Gaming、コロコロコミック、X-Largeともスポンサー契約を行っていた。
2025年8月19日にAPEX部門所属の選手Obly,SangJoon,KaronPeが脱退することとなった。またそれに伴いAPEX部門が解散することとなった。
2025年8月20日、この日に東京・東京ドームで開催されたイベント「CR FES 2025」の中で、アイドルグループ・Hey! Say! JUMPのメンバーである山田涼介が“LEO”名義で加入することが発表された。

## 略歴
2018年
- 4月6日：ゲーミングチーム「Crazy Raccoon」として発足。部門は「Fortnite」部門、「Vainglory」部門、「Streamers」部門。
- 6月：運営会社「株式会社Samurai工房」を設立。代表取締役はチームオーナーでもある高野大知。プロゲーミングチームとなる。
- 10月12日：ファッションブランド「X-LARGE」とスポンサー契約を締結。
- 10月19日：「Vainglory」部門を解体。同部門所属メンバーは全員脱退。
- 11月15日：株式会社ユニットコムの「LEVEL∞」とスポンサー契約を締結。
- 12月25日：JTEKTとスポンサー契約を締結。美容室である「Heartim」とスポンサー契約を締結。

2019年
- 1月13日：賞金付Fortnite公式大会「Crazy Raccoon Cup」を開催。詳細はCrazy Raccoon Cupを参照。
- 2月4日：コロコロオンラインでコロコロコミック、Fortnite、Crazy Raccoonがコラボレーションした連載企画が開始。
- 5月10日：所属メンバーの合計YouTubeチャンネル登録者が100万人に到達
- 6月14日：株式会社Logicoolの「Logicool G」、「ASTRO Gaming」とスポンサー契約を締結。
- 6月25日：Widow、Scarlet、bell、リズアート、Ruriがポーランドとドイツで行われるブートキャンプに参加。
- 6月29日：株式会社ワタナベエンターテインメントと業務提携を締結。
- 7月26日：小学館のコロコロコミックとスポンサー契約を締結。
- 11月4日：アスペルガー症候群やADHDなどの発達障害を抱える子供や不登校の子供向けサービス「Branch」との交流会を実施。Crazy Raccoonからはうゅりる、Cornn、ねこくん！、VanilLa、Franciscoが参加。
- 12月1日：「DouYu Japan」とスポンサー契約を締結。Crazy Raccoon公式Twitterで四コマ漫画「いつかのCrazy Raccoon」の連載開始。
- 12月15日：「Crazy Raccoon Cup Vol.2」を開催。詳細はCrazy Raccoon Cup vol.2を参照。

2020年
- 2月6日：Yahoo!JAPANニュースでRuriに関する記事が個人アクセスランキング1位を獲得。
- 3月10日：FULMA株式会社による「2020年 小学生が選んだYouTuberランキング TOP25」でねこくん！とリズアートが22位にランクイン。
- 3月21日：Apex Legends部門を設立。
- 4月7日：DouYu Japanとのスポンサー契約解約を発表。
- 4月8日：株式会社CyberZとスポンサー契約、配信契約を締結。
- 4月25日：「Crazy Raccoon Cup vol.3」を開催。詳細はCrazy Raccoon Cup Vol.3を参照。
- 6月27日：「第4回 Crazy Raccoon Cup Invitational」を開催。詳細はCrazy Raccoon Cup Invitationalを参照。Nate加入と共にCreators部門が設立。
- 7月25日：VALORANT部門が設立。
- 8月22日 - 23日：「Crazy Raccoon Cup Vol.5」が開催。詳細はCrazy Raccoon Cup Vol.5を参照。
- 8月29日：「Crazy Raccoon Cup Apex Legends」が開催。詳細はCrazy Raccoon Cup Apex Legendsを参照。
- 10月27日 - 28日：「Crazy Raccoon Cup Vol.6」が開催。詳細はCrazy Raccoon Cup Vol.6を参照。
- 11月1日：「Crazy Raccoon Cup Apex Legends Vol.2」開催。詳細はCrazy Raccoon Cup Apex Legends Vol.2を参照。
- 12月22日：ねこくん！脱退に伴い、元々ねこくん！1人で構成されていたTalent部門は事実上解体。
- 12月26日：OPENREC.tvとの独占配信契約、スポンサー契約が終了。
- 12月27日：DouYu Japanとスポンサー契約を再締結、個人配信契約及び大会配信契約締結を締結。「第3回 Crazy Raccoon Cup Apex Legends」を開催。詳細は第3回 Crazy Raccoon Cup Apex Legendsを参照。

2021年
- 1月31日：「第7回 Crazy Raccoon Cup Invitational」が開催。詳細は第7回 Crazy Raccoon Cup Invitationalを参照。
- 3月14日：「第4回 Crazy Raccoon Cup Apex Legends」が開催。詳細は第4回 Crazy Raccoon Cup Apex Legendsを参照。
- 3月21日：「第7回 Crazy Raccoon Cup Competetive」が開催。詳細は第7回 Crazy Raccoon Cup Competetiveを参照。
- 3月28日：「第8回 Crazy Raccoon Cup Invitational」が開催。詳細は第8回 Crazy Raccoon Cup Invitationalを参照。
- 5月15日：「第5回 Crazy Raccoon Cup Apex Legends」が開催。詳細は第5回 Crazy Raccoon Cup Apex Legendsを参照。テーマソング「かさねうた」が公開。
- 5月16日：「第8回 Crazy Raccoon Cup Competetive」が開催。詳細は第8回 Crazy Raccoon Cup Competetiveを参照。
- 5月19日：LEVEL∞とのスポンサー契約が終了。
- 5月20日：株式会社サードウェーブのPCブランド「GALLERIA」とスポンサー契約を締結。
- 6月5日 - 6日：「第1回 Crazy Raccoon Cup VALORANT」が開催。詳細は第1回 Crazy Raccoon Cup VALORANTを参照。
- 6月12日：ライアットゲームズの広報大使「ライアットガーディアンズ」第3期にVALORANT部門メンバーが選出。
- 7月23日：「第6回 Crazy Raccoon Cup Apex Legends」が開催。詳細は第6回 Crazy Raccoon Cup Apex Legendsを参照。
- 8月22日：Crazy Raccoon協賛の「VTuber最協決定戦 ver.APEX LEGENDS Season3」が開催。詳細はVTuber最協決定戦 ver.APEX LEGENDS Season3を参照。
- 9月29日：VALORANTにおけるモラル違反、規約違反に対してオーナー高野大知の減給、rion・Zepherの活動休止、3名並びにFrancisco、天月を含めた5名の調査委員会による1年間の監視などの処置が発表された。
- 10月9日：「第7回 Crazy Raccoon Cup Apex Legends」が開催。詳細は第7回 Crazy Raccoon Cup Apex Legendsを参照。
- 10月23日：バーチャルYouTuber事務所「merise」の運営として参加することを発表。
- 12月25日：YouTuber事務所「UUUM」と共にストリーマーやプロゲーマーを招待した「CRえぺまつり」を開催。
- 12月27日：YouTuber事務所「UUUM」と資本業務提携契約を締結。

2022年
- 1月29日：Clash Royale部門が設立。
- 1月30日：「第1回 Crazy Raccoon Tom Clancy's Rainbow Six Siege」が開催
- 6月5日： Streamers部門にティラミスが加入。
- 6月18日 : 渋谷区に「CRAZY RACCOON STORE」ならびに「CR GAMING SPACE」をオープン
- 7月10日：大乱闘スマッシュブラザーズ部門を設立。ProtoBanham選手が加入。
- 7月20日：大乱闘スマッシュブラザーズ部門にカイトコーチが加入。
- 7月22日:VALORANT ACADEMY部門を設立
- 9月20日:「GALLERIA」とのコラボPCの発売を発表
- 11月18日: 「第1回 Crazy Raccoon Cup Overwatch2」が開催
- 12月11日 : nqrseとFAKE TYPE.による「CR ANTHEM」を発表
- 12月27日:翌年1月9日までコンビニエンスストアLAWSONとのコラボキャンペーンを実施

2023年
- 2月23日 : ブロスタ部門を設立
- 4月22日 : 幕張メッセにて「CR FES 2023」を開催
- 6月25日 : 「第1回 Crazy Raccoon Cup Street Fighter6」を開催。あわせてSTREET FIGHTER部門を設立
- 8月13日 : 「第1回 Crazy Raccoon Cup ProjectF」を開催
- 9月23,24日 : 東京ゲームショウ2023メインステージで「TGS2023×CR CUP STREET FIGHTER 6」を開催
- 10月22日 : 「第1回 Crazy Raccoon Cup Pokémon Scarlet and Violet」を開催
- 10月28,29日 : 「Crazy Raccoon Cup Valorant #6 powered by Riot Games ONE」を開催
- 11月11,12日 : 「第7回 Crazy Raccoon Cup Valorant」を開催
- 11月28日 : 株式会社「DetonatioN」との業務提携契約を締結。VALORANT部門よりneth、meiy、popogachi選手がDFM VALORANT部門へ移籍
VALORANT部門よりmakiba、medusaがStreamers部門へ移動。

2024年
- 2月5日 : VALORANT部門よりAstell、NorthernLightsコーチとStreamers部門よりmedusaがDFM VALORANT部門へ移籍。
- 2月11日 : 「第3回 Crazy Raccoon Cup Street Fighter 6」を開催。OPでシュート選手の加入が発表された。
- 2月25日 : 「第1回 Crazy Raccoon Cup MY HERO ACADEMIA ULTRA RUMBLE」を開催
- 3月9,10日 : 「第1回 Crazy Raccoon Cup League of Legends」を開催
- 4月1日： Streamers部門にごっちゃん@マイキーが加入。
- 4月7日: Overwatch部門を設立。WAC(Wa Are Crazyraccoon)として大会に出場していた韓国の強豪選手6名コーチ3名が加入。
- 4月27,28日 : さいたまスーパーアリーナにて「CR FES 2024」を開催

- 5月12日: 「第4回 Crazy Raccoon Cup Street Fighter 6」を開催。OPでかずのこ選手の加入が発表された。
- 6月30日: 「第5回 Crazy Raccoon Cup Street Fighter 6」を開催。OPでボンちゃん選手の加入が発表された。
- 7月3日: APEX部門にObly選手、SangJoon選手がREJECTから移籍加入。同部門のDogma選手、JungHee選手がREJECTへ移籍。
- 7月4日: 「第8回 Crazy Raccoon Cup Valorant コンソール版リリース記念」を開催。
- 7月5日: APEX部門にYunDコーチが加入。同部門のMandiコーチが脱退。
- 7月5日: Fortnite部門にJob選手が加入。
- 9月7日: CRAZY RACCOON STOREに新フロアがオープン。
- 9月23日: Overwatch部門にKNIFE選手が加入。
- 9月29日: 東京ゲームショウ2024 Qiddiya Gaming ブースで赤見かるびがSteamers部門として加入が発表された。
- 10月4日: 元VALORANT部門のpopogachi選手がIGZISTへ移籍。
- 10月7日: 業務提携中のDFM VALORANT部門からAnthem、neth、medusa選手とAstellコーチが脱退。(Anthem選手以外の3人は引き続きCR所属)
- 10月15日: Qiddiya Gaming ジャパンアンバサダーにオーナーである高野大知(おじじ)が就任。
業務提携中のDFM VALORANT部門にArt、Jingboong、Akame、gyen選手が加入。
- 10月22日:  SF6部門どぐら選手が配信上で不適切と受け取れる発言をしたとして厳重注意を受けた。
- 10月24日: 「第6回 Crazy Raccoon Cup Street Fighter 6  Supported by AbemaTV」を開催。
- 10月30日: 元VALORANT部門のneth選手がFENNELへレンタル移籍。
- 10月31日: SUPER SMASH BROS部門よりProtoBanham選手が脱退。
- 11月6日: 公式TikTokアカウントをオープン。
- 11月22日: 元VALORANT部門のmedusa選手がSCARZへ移籍。
- 11月25日: 公式Xアカウントのフォロワー数が100万人を突破。
- 11月25,26日:「第9回 Crazy Raccoon Cup Valorant  powered by Riot Games ONE」を開催。
- 12月19日: SFL プレイオフ進出に伴いSTREET FIGHTER部門の臨時コーチとして Burning Core所属の立川が就任。
- 12月22日: Steamers部門所属rionの1st写真集「いらんて」が発売。

2025年
- 1月13日: 「第5回 Crazy Raccoon Cup Overwatch2」を開催。
- 2月7日: Brawl Stars部門所属のSitetampo Jr.選手がZETA DIVISIONへ移籍。
- 2月13日: Brawl Stars部門にMilkreo選手が加入。
- 2月16日: 「第7回 Crazy Raccoon Cup Street Fighter 6」を開催。
- 2月28日: Steamers部門所属のカワセが契約満了により脱退。
- 3月1日: APEX部門のJusna選手がENTER FORCE.36へ移籍。
Honor of Kings2025パートナーシップチームに決定。
- 4月1日： STREAMER部門にととみっくすが加入。
- 4月3日： APEX部門にKaronPe選手が加入。
- 4月4日： Honor of Kings部門を設立。Under taker、Moon、Kai、Koe、Kuro、Fengxun選手が加入。
- 4月5日： 餓狼伝説部門を設立。MadkoF選手が加入。
- 8月21日： STAR部門を設立。LEO選手が加入。

## 所属メンバー
出典: 

### 運営陣
| 名前   | 読み         | 役職                 | 備考                                                                                  |
| ------ | ------------ | -------------------- | ------------------------------------------------------------------------------------- |
| おじじ | -            | 代表取締役           | 2024年10月15日よりキディヤゲーミング ジャパンアンバサダーに就任                       |
| YG     | ヤギ         | 取締役               | -                                                                                     |
| Twinkl | トゥインクル | ゼネラルマネージャー | 2021年2月17日にコーチとしてVALORANT部門に加入 2022年7月18日にゼネラルマネージャー就任 |

※公表されている方のみ

### Fortnite部門
| 名前     | 読み     | 英語表記 | 加入年月日     | 役割   | 配信           | 前所属        | 備考 |
| -------- | -------- | -------- | -------------- | ------ | -------------- | ------------- | ---- |
| Qjac     | クジャク | QJAC     | 2019年11月3日  | Player | YouTube twitch | -             | -    |
| Alice    | アリス   | ALICE    | 2020年4月25日  | Player | YouTube        | weather       | -    |
| Naetor   | ナエトル | NAETOR   | 2020年10月27日 | Player | YouTube        | -             | -    |
| Ess      | エスス   | ESS      | 2020年10月28日 | Player | YouTube        | -             | -    |
| Pepo     | ぺぽ     | PEPO     | 2022年9月28日  | Player | YouTube        | -             | -    |
| Job      | ジョブ   | JOB      | 2024年7月31日  | Player | YouTube Twitch | AJS           | -    |
| Razl     | ラゼル   | RAZL     | 2025年8月1日   | Player | YouTube        | LYNX e-sports |      |
| ていてい | テイテイ | TEITEI   | 2025年8月1日   | Player | YouTube        |               |      |

### Clash Royale部門
| 名前 | 読み | 英語表記 | 加入年月日    | 役割   | 配信    | 前所属 | 備考 |
| ---- | ---- | -------- | ------------- | ------ | ------- | ------ | ---- |
| Mugi | むぎ | MUGI     | 2022年1月29日 | Player | YouTube | PONOS  | -    |

### SUPER SMASH BROS部門
| 名前   | 読み | 英語表記 | 加入年月日    | 役割  | 配信    | 前所属 | 備考 |
| ------ | ---- | -------- | ------------- | ----- | ------- | ------ | ---- |
| カイト | -    | KAITO    | 2022年7月20日 | Coach | YouTube | -      | -    |

### Brawl stars部門
| 名前    | 読み       | 英語表記 | 加入年月日    | 役割         | 配信           | 前所属        | 備考 |
| ------- | ---------- | -------- | ------------- | ------------ | -------------- | ------------- | ---- |
| Tensai  | テンサイ   | TENSAI   | 2023年2月23日 | Player       | YouTube Twitch | ZETA DIVISION | -    |
| Moya    | モヤ       | MOYA     | 2023年2月23日 | Player       | YouTube Twitch | ZETA DIVISION | -    |
| Milkreo | ミルクレオ | MILKREO  | 2025年2月13日 | Player       | YouTube        | Rival Esports | -    |
| Relyh   | レリー     | RELYH    | 2023年2月23日 | Coach Player | YouTube        | PSG Esports   | -    |

### STREET FIGHTER部門
| 名前       | 英語表記  | 加入年月日    | 役割         | 配信           | 前所属                 | 備考                      |
| ---------- | --------- | ------------- | ------------ | -------------- | ---------------------- | ------------------------- |
| どぐら     | DOGURA    | 2023年6月25日 | Player       | YouTube Twitch | CYCLOPS athlete gaming | -                         |
| シュート   | SHUTO     | 2024年2月11日 | Player       | YouTube Twitch | Saishunkan Sol 熊本    | スポンサー：PUNK WORKSHOP |
| かずのこ   | KAZUNOKO  | 2024年5月12日 | Player       | YouTube        | Burning Core           | -                         |
| ボンちゃん | BONCHAN   | 2024年6月30日 | Player       | Twitch         | -                      | Red Bull Player           |
| 立川       | TACHIKAWA | 2025年5月2日  | Coach Player | Twitch         | Burning Core           | -                         |

### Overwatch部門
| 名前    | 読み       | 英語表記 | 加入年月日   | 役割          | 配信          | 前所属                     | 備考                                 |
| ------- | ---------- | -------- | ------------ | ------------- | ------------- | -------------------------- | ------------------------------------ |
| MAX     | マックス   | MAX      | 2024年4月7日 | Player        | CHZZK         | サンフランシスコ・ショック | -                                    |
| JunBin  | ジュンビン | JUNBIN   | 2024年4月7日 | Player        | CHZZK         | サンフランシスコ・ショック | -                                    |
| LIP     | リップ     | LIP      | 2024年4月7日 | Player        | CHZZK YouTube | Atlanta Reign              | -                                    |
| HeeSang | ヒーサン   | HEESANG  | 2024年4月7日 | Player        | CHZZK         | Vancouver Titans           | -                                    |
| Shu     | シュウ     | SHU      | 2024年4月7日 | Player        | CHZZK         | Houston Outlaws            | -                                    |
| CH0R0NG | チョロン   | CHORONG  | 2024年4月7日 | Player        | CHZZK         | Florida Mayhem             | -                                    |
| Moon    | ムーン     | MOON     | 2024年4月7日 | Head Coach    | -             | 上海ドラゴンズ             | ALGS Year4,5でAPEX部門のコーチを兼任 |
| Pavane  | パバン     | PAVANE   | 2024年4月7日 | Coach Manager | -             | 上海ドラゴンズ             | -                                    |
| Kong    | コング     | KONG     | 2024年4月7日 | Coach         | -             | 上海ドラゴンズ             | -                                    |

### Honor of Kings部門
| 名前        | 読み | 英語表記 | 加入年月日   | 役割   | 配信 | 前所属 | 備考 |
| ----------- | ---- | -------- | ------------ | ------ | ---- | ------ | ---- |
| Under taker | -    | -        | 2025年4月4日 | Player | -    | -      | -    |
| Moon        | -    | -        | 2025年4月4日 | Player | -    | -      | -    |
| Kai         | -    | -        | 2025年4月4日 | Player | -    | SCARZ  | -    |
| Koe         | -    | -        | 2025年4月4日 | Player | -    | -      | -    |
| Kuro        | -    | -        | 2025年4月4日 | Player | -    | -      | -    |
| Fengxun     | -    | -        | 2025年4月4日 | Player | -    | -      | -    |

### 餓狼伝説部門
| 名前   | 読み               | 英語表記 | 加入年月日   | 配信                          | 前所属 | 備考 |
| ------ | ------------------ | -------- | ------------ | ----------------------------- | ------ | ---- |
| MadkoF | マッドケーオーエフ | MADKOF   | 2025年4月5日 | YouTube Twitch CHZZK SoopLive | -      | -    |

### STREAMER部門
| 名前                | 読み                      | 英語表記      | 加入年月日     | 配信                      | 前所属         | 備考                                                                                                |
| ------------------- | ------------------------- | ------------- | -------------- | ------------------------- | -------------- | --------------------------------------------------------------------------------------------------- |
| ありさか            | -                         | ARISAKAAA     | 2018年4月6日   | YouTube Twitch            | -              | |
| うゅりる            | -                         | UYURIRU       | 2018年4月6日   | YouTube Twitch            | -              | Fortnite部門から転向                                                                                |
| VanilLa             | バニラ                    | VANILLA       | 2018年4月6日   | YouTube Twitch            | 野良連合       | Fortnite部門から転向                                                                                |
| とっぴー            | -                         | TOPPI         | 2018年4月27日  | YouTube Twitch            | -              | Fortnite部門から転向                                                                                |
| Cornn               | コーン                    | CORNN         | 2018年6月18日  | YouTube Twitch            | -              | Fortnite部門から転向                                                                                |
| だるまいずごっど    | -                         | DARUMA IS GOD | 2018年11月6日  | YouTube Twitch            | -              | Fortnite部門から転向                                                                                |
| Francisco           | フランシスコ              | FRANCISCO     | 2018年11月6日  | YouTube Twitch            | SCARZ          | Fortnite部門から転向                                                                                |
| Ruri                | るり                      | RURI          | 2019年6月5日   | YouTube Twitch            | -              | '19年6月5日までTAKAMURAMMの名前を使用 Fortnite部門から転向                                          |
| Mondo               | モンド                    | MONDO         | 2020年3月21日  | YouTube Twitch            | Aura Esports   | Apex Legends部門から大会出場休止を経て転向                                                          |
| Cpt                 | シーピーティー/キャプテン | CPT           | 2020年3月21日  | YouTube Twitch            | Aura Esports   | Apex Legends部門から転向 2024年9月30日より兵役のため活動休止                                        |
| rion                | リオン                    | RION          | 2020年7月25日  | Twitch                    | BAKEMON        | 2021年6月27日VALORANT部門から転向 2022年5月9日VALORANT部門へ転向 2022年10月25日VALORANT部門から転向 |
| Wokka               | ウォッカ                  | WOKKA         | 2020年11月1日  | YouTube Twitch            | 野良連合       | -                                                                                                   |
| ade                 | あで                      | ADE           | 2021年6月27日  | Twitch                    | SCARZ          | VALORANT部門から転向                                                                                |
| うるか              | -                         | URUCA         | 2021年7月23日  | YouTube Twitch            | ReigniteNorth  | -                                                                                                   |
| 天月                | あまつき                  | AMATSUKI      | 2021年7月23日  | YouTube Twitch            | -              | 声優事務所ホーリーピークにも所属                                                                    |
| きなこ              | -                         | KINAKO        | 2021年10月9日  | YouTube Twitch            | -              | 配信者チームKnot Not Rankにも所属                                                                   |
| ティラミス          | -                         | TIRAMISU      | 2022年6月5日   | YouTube Twitch            | -              | -                                                                                                   |
| わいわい            | -                         | YY            | 2022年8月26日  | YouTube Twitch            | -              | -                                                                                                   |
| おぼ                | -                         | OBO           | 2022年10月23日 | YouTube Twitch            | ZETA DIVISION  | -                                                                                                   |
| じゃすぱー          | -                         | JASPER        | 2023年4月22日  | YouTube Twitch            | -              | 配信者チームげまげまにも所属                                                                        |
| makiba              | まきば                    | MAKIBA        | 2022年12月10日 | Twitch                    | ZETA DIVISION  | VALORANT部門から転向                                                                                |
| Selly               | セリー                    | SELLY         | 2020年12月27日 | YouTube CHZZK             | T1             | APEX Legends部門から転向                                                                            |
| Zeder               | ゼダー                    | ZEDER         | 2021年5月15日  | YouTube                   | FAV gaming     | APEX Legends部門から転向                                                                            |
| ごっちゃん@マイキー | -                         | GOCCHANMIKEY  | 2024年4月1日   | ツイキャス YouTube Twitch | -              | -                                                                                                   |
| 赤見かるび          | あかみかるび              | AKAMI KARUBI  | 2024年9月29日  | YouTube Twitch            | -              | 初のVtuber・女性の加入                                                                              |
| ととみっくす        | -                         | TOTOTMIX      | 2025年4月1日   | YouTube Twitch            | -              | -                                                                                                   |
| Ras                 | ラス                      | RAS           | 2020年3月21日  | YouTube Twitch            | Aura Esports   | 2023年12月より兵役のため活動を休止 2025年6月11日から活動再開 APEX部門から転向                       |
| Mainy               | メイニー                  | MAINY         | 2022年3月19日  | YouTube                   | Flora          | APEX部門から転向                                                                                    |
| Rizart              | リズアート                | RIZART        | 2018年10月1日  | YouTube                   | Sengoku Gaming | Fortnite部門から転向                                                                                |

### 業務提携中の DetonatioN FocusMe VALORANT部門
| 名前           | 読み           | 英語表記       | 加入年月日              | 役割   | 配信   | 前所属         | 備考                                                                                                 |
| -------------- | -------------- | -------------- | ----------------------- | ------ | ------ | -------------- | --- |
| Meiy           | メイ           | MEIY           | 2022年1月23日(CR加入日) | Player | Twitch | NORTHEPTION    | 2023年11月28日Crazy Raccoon VALORANT部門から移籍                                                     |
| SSeeS          | セス           | SSEES          | 2023年11月28日          | Player | Twitch | VARREL         | - |
| Art            | アート         | Art            | 2024年10月15日          | Player | Twitch | Sengoku Gaming | - |
| Jinboong       | ジンブン       | JINBOONG       | 2024年10月15日          | Player | Twitch | Sengoku Gaming | - |
| Akame          | アカメ         | AKAME          | 2024年10月15日          | Player | Twitch | REJECT         | - |
| gyen           | ジエン         | GYEN           | 2024年10月15日          | Player | Twitch | -              | - |
| NorthernLights | ノーザンライツ | NORTHERNLIGHTS | 2022年5月15日(CR加入日) | Coach  | Twitch | -              | 2024年2月5日Crazy Raccoon VALORANT部門から移籍                                                       |
| Melofovia      | メロフォビア   | MELOFOVIA      | 2017年12月4日           | Coach  | Twitch | -              | 2021年10月10日DetonatioN Gaming White(PUBG)からVALORANT部門へ転向 2022年10月24日選手からコーチへ転向 |

CR所属選手
| 名前   | 読み     | 英語表記 | 加入年月日    | 役割            | 配信           | 前所属      | 備考 |
| ------ | -------- | -------- | ------------- | --------------- | -------------- | ----------- | --- |
| Astell | アステル | ASTELL   | 2022年1月23日 | Coach(Inactive) | YouTube Twitch | NORTHEPTION | 2024年2月5日から2024年10月7日まではDetonatioN FocusMe VALORANT部門に所属 2024年11月28日より兵役のため競技活動を休止 |

FENNELにレンタル移籍中の選手
| 名前 | 読み | 英語表記 | 加入年月日   | 移籍日         | 配信           | 前所属          | 備考                                                                       |
| ---- | ---- | -------- | ------------ | -------------- | -------------- | --------------- | -------------------------------------------------------------------------- |
| neth | ネス | NETH     | 2020年9月1日 | 2024年10月30日 | YouTube Twitch | BlackBird Ignis | 2023年11月28日から2024年10月7日まではDetonatioN FocusMe VALORANT部門に所属 |

### Creators
| 名前 | 読み   | 英語表記 | 加入年月日    | 配信    | 前所属 | 備考                                                                       |
| ---- | ------ | -------- | ------------- | ------- | ------ | -------------------------------------------------------------------------- |
| Nate | ネイト | NATE     | 2020年6月27日 | YouTube | -      | 「東京国際プロジェクションマッピングアワード Vol.3」“魑魅魍魎”最優秀賞受賞 |

### STAR部門
| 名前 | 読み | 英語表記 | 加入年月日    | 役割   | 配信    | 前所属 | 備考                                         |
| ---- | ---- | -------- | ------------- | ------ | ------- | ------ | -------------------------------------------- |
| LEO  | れお | LEO      | 2025年8月21日 | Player | YouTube | —      | アイドルグループ・Hey! Say! JUMPのメンバー。 |

### かつて所属していたメンバー
Vainglory部門
| 名前      | 加入日        | 脱退日                                       | 備考 |
| --------- | ------------- | -------------------------------------------- | ---- |
| i Karen   | 2018年4月6日  | 2018年5月29日                                | -    |
| ViViRoyaL | 2018年4月6日  | 2018年10月19日 Vainglory部門解体に伴った脱退 | -    |
| ViViMercy | 2018年4月6日  | 2018年10月19日 Vainglory部門解体に伴った脱退 | -    |
|           | 2018年4月6日  | 2018年10月19日 Vainglory部門解体に伴った脱退 | -    |
| あふろ    | 2018年4月6日  | 2018年10月19日 Vainglory部門解体に伴った脱退 | -    |
| tatuki217 | 2018年4月6日  | 2018年10月19日 Vainglory部門解体に伴った脱退 | -    |
| NAETA     | 2018年5月29日 | 2018年10月19日 Vainglory部門解体に伴った脱退 | -    |

Fortnite部門
| 名前     | 役割   | 加入日        | 脱退日                                | 備考 |
| -------- | ------ | ------------- | ------------------------------------- | ---- |
| Ruin     | Player | 2018年7月10日 | 2019年4月1日                          | -    |
| くろのん | Player | 2018年7月10日 | 2019年4月1日                          | -    |
| Laquax   | Player | 2019年4月1日  | 2019年5月28日 一身上の都合により脱退  | -    |
| bell     | Player | 2018年11月6日 | 2020年12月12日                        | -    |
| Scarlet  | Player | 2018年10月1日 | 2021年12月15日                        | -    |
| ゆせあ   | Player | 2019年6月5日  | 2022年3月19日                         | -    |
| Runa     | Player | 2022年9月28日 | 2025年4月24日                         | -    |
| Widow    | Coach  | 2018年6月18日 | 2019年12月11日 一身上の都合により脱退 | -    |

Apex Legends部門
| 名前            | 役割   | 加入日         | 脱退日        | 備考                                                               |
| --------------- | ------ | -------------- | ------------- | ------------------------------------------------------------------ |
| Parkha(Standin) | Player | 2022年10月26日 | 2023年8月19日 | スタンドインの為、加入日及び脱退日はニュースリリースの日としている |
| Dogma           | Player | 2024年1月2日   | 2024年7月3日  | プロゲーミングチーム『REJECT』へ移籍                               |
| JungHee         | Player | 2024年1月2日   | 2024年7月3日  | プロゲーミングチーム『REJECT』へ移籍                               |
| Jusna           | Player | 2024年1月2日   | 2025年3月1日  | プロゲーミングチーム『ENTER FORCE.36』へ移籍                       |
| Sunday          | Coach  | 2021年5月15日  | 2022年8月31日 | -                                                                  |
| sty1e           | Coach  | 2022年4月14日  | 2023年1月19日 | -                                                                  |
| LosJin(Standin) | Coach  | 2022年10月26日 | 2023年8月19日 | スタンドインの為、加入日及び脱退日はニュースリリースの日としている |
| Mandi           | Coach  | 2024年1月2日   | 2024年7月5日  | -                                                                  |
| YunD            | Coach  | 2024年7月5日   | 2024年9月21日 | -                                                                  |
| Obly            | Player | 2024年7月3日   | 2025年8月19日 | 元REJECT                                                           |
| SangJoon        | Player | 2024年7月3日   | 2025年8月19日 | 元REJECT                                                           |
| KaronPe         | Player | 2025年4月3日   | 2025年8月19日 | 元REJECT                                                           |

VALORANT部門
| 名前      | 役割   | 加入日         | 脱退日         | 備考 |
| --------- | ------ | -------------- | -------------- | --- |
| Tonbo     | Player | 2020年7月25日  | 2020年12月12日 | - |
| Zepher    | Player | 2020年7月25日  | 2021年12月15日 | プロゲーミングチーム『REJECT』へ移籍 |
| Bazzi     | Player | 2021年6月27日  | 2021年12月28日 | 韓国プロゲーミングチーム『ESportsConnected』へ移籍 |
| Fisker    | Player | 2021年6月27日  | 2021年12月28日 | - |
| Minty     | Player | 2021年6月27日  | 2021年12月28日 | - |
| Munchkin  | Player | 2021年1月17日  | 2022年4月4日   | 2021年12月15日に脱退、2022年1月23日に再加入 |
| popogachi | Player | 2022年1月23日  | 2024年10月4日  | プロゲーミングチーム『IGZIST』へ移籍 2023年11月28日から2024年5月23日まではDetonatioN FocusMeに所属 |
| Medusa    | Player | 2022年12月10日 | 2024年11月22日 | プロゲーミングチーム『SCARZ』へ移籍 2020年7月25日から2021年12月28日まで同部門に所属 2023年11月28日から2024年2月5日まではStreamers部門に所属 2024年2月5日から2024年10月7日まではDetonatioN FocusMe VALORANT部門に所属 |
| mun       | Coach  | 2021年2月17日  | 2021年12月28日 | - |

VALORANT ACADEMY部門
| 名前    | 役割   | 加入日        | 脱退日        | 備考                                    |
| ------- | ------ | ------------- | ------------- | --------------------------------------- |
| muto    | Player | 2022年7月22日 | 2023年1月24日 | -                                       |
| Ren     | Player | 2022年7月22日 | 2023年1月24日 | -                                       |
| shqbby  | Player | 2022年7月22日 | 2023年1月24日 | -                                       |
| xui     | Player | 2023年1月24日 | 2023年9月1日  | プロゲーミングチーム 『IGZIST』へ移籍   |
| R1va    | Player | 2022年7月22日 | 2024年1月10日 | -                                       |
| Look    | Player | 2022年7月22日 | 2024年1月10日 | -                                       |
| Lafura  | Player | 2023年1月24日 | 2024年1月10日 | プロゲーミングチーム『BLUE BEES』へ移籍 |
| KURORIA | Player | 2023年1月24日 | 2024年1月10日 | プロゲーミングチーム『BC SWELL』へ移籍  |
| izark   | Coach  | 2022年7月22日 | 2024年1月10日 | -                                       |

SUPER SMASH BROS部門
| 名前        | 役割   | 加入日        | 脱退日         | 備考 |
| ----------- | ------ | ------------- | -------------- | ---- |
| ProtoBanham | Player | 2022年7月10日 | 2024年10月31日 | -    |

Brawl stars部門
| 名前          | 役割   | 加入日        | 脱退日       | 備考                                         |
| ------------- | ------ | ------------- | ------------ | -------------------------------------------- |
| Sitetampo Jr. | Player | 2023年2月23日 | 2025年2月7日 | プロゲーミングチーム 『ZETA DIVISION』へ移籍 |

Overwatch部門
| 名前  | 役割   | 加入日        | 脱退日         | 備考 |
| ----- | ------ | ------------- | -------------- | ---- |
| KNIFE | Player | 2024年9月23日 | 2024年11月17日 | -    |

Streamers部門
| 名前      | 加入日        | 脱退日         | 備考                                            |
| --------- | ------------- | -------------- | ----------------------------------------------- |
| 灯油      | 2018年8月15日 | 2020年12月12日 | -                                               |
| Crazyラマ | 2018年9月9日  | 2020年12月12日 | -                                               |
| seoldam   | 2022年3月19日 | 2022年10月24日 | プロゲーミングチーム『DetonatioN Gaming』に移籍 |
| カワセ    | 2020年6月1日  | 2025年2月28日  | -                                               |

Talents部門
| 名前     | 加入日        | 脱退日         | 備考                            |
| -------- | ------------- | -------------- | ------------------------------- |
| ねこくん | 2019年7月22日 | 2020年12月22日 | この脱退によりTalents部門は解体 |

## 出場大会
出場した大会のうち、上位入賞したものを抜粋して記載する。

### Apex Legends
| 開催年月日        | 大会名                                                                               | 順位・賞金   | 出場選手          | 備考                                   |
| ----------------- | ------------------------------------------------------------------------------------ | ------------ | ----------------- | -------------------------------------- |
| 2020年            |                                                                                      |              |                   |                                        |
| 3月21日           | Apex Legends Global Series - Online Tournament #2 - KR                               | 2位($6,600)  | Cpt、Mondo、Ras   |                                        |
| 4月4日            | Apex Legends Global Series - Online Tournament #3 - KR                               | 1位($3,600)  | Cpt、Mondo、Ras   |                                        |
| 4月18日           | Apex Legends Global Series - Online Tournament #4 - KR                               | 1位($3,600)  | Cpt、Mondo、Ras   |                                        |
| 5月2日            | Apex Legends Global Series - Online Tournament #5 - KR                               | 3位($1,380)  | Cpt、Mondo、Ras   |                                        |
| 5月30日           | Apex Legends Global Series - Online Tournament #6 - KR                               | 1位($3,600)  | Cpt、Mondo、Ras   |                                        |
| 6月20日           | Apex Legends Global Series - Summer Circuit Regional #1 - KR                         | 1位          | Cpt、Mondo、Ras   |                                        |
| 7月9日            | GLL Masters Summer - APAC North League Week 2 Alpha                                  | 1位          | Cpt、Mondo、Ras   |                                        |
| 7月12日           | Apex Legends Global Series - Summer Circuit Super Regional #2 - APAC North           | 2位($1,000)  | Cpt、Mondo、Ras   |                                        |
| 7月16日           | GLL Masters Summer - APAC North League Week 3 Alpha                                  | 2位          | Cpt、Mondo、Ras   |                                        |
| 7月23日           | GLL Masters Summer - APAC North League Week 4 Alpha                                  | 2位          | Cpt、Mondo、Ras   |                                        |
| 7月26日           | Apex Legends Global Series - Summer Circuit Super Regional #3 - APAC North           | 1位($2,000)  | Cpt、Mondo、Ras   |                                        |
| 8月1日～8月2日    | GLL Masters Summer - APAC North Final                                                | 2位($3,000)  | Cpt、Mondo、Ras   |                                        |
| 8月9日            | Apex Legends Global Series - Summer Circuit Super Regional #4 - APAC North           | 1位($2,000)  | Cpt、Mondo、Ras   |                                        |
| 10月19日          | Apex Legends Global Series - Autumn Circuit Regional #2 Finals - APAC North          | 1位($3,000)  | Cpt、Mondo、Ras   |                                        |
| 10月20日          | PGL Showdown - APAC North Qualifier                                                  | 本戦出場     | Cpt、Mondo、Ras   |                                        |
| 11月21日          | Apex Legends Global Series - Autumn Circuit Regional #4 - APAC North                 | 1位          | Cpt、Mondo、Ras   |                                        |
| 2021年            |                                                                                      |              |                   |                                        |
| 2月20日           | Apex Legends Global Series - Winter Circuit Online Tournament #2 - APAC North        | 2位          | Cpt、Selly、Ras   |                                        |
| 2月21日           | Apex Legends Global Series - Winter Circuit Online Tournament #2 Finals - APAC North | 1位($4,500)  | Cpt、Selly、Ras   |                                        |
| 2月28日           | Apex Legends Global Series - Winter Circuit Online Tournament #3 Finals - APAC North | 2位($2,250)  | Cpt、Selly、Ras   |                                        |
| 3月28日           | Apex Legends Global Series - Winter Circuit Online Tournament Playoffs - APAC North  | 2位($15,000) | Cpt、Selly、Ras   |                                        |
| 5月22日～5月30日  | Apex Legends Global Series - Championship Group Stage - APAC North                   | 1位          | Zeder、Selly、Ras |                                        |
| 6月6日            | Apex Legends Global Series - Championship Finals - APAC North                        | 2位($88,272) | Zeder、Selly、Ras | 最多キル賞「Apex Predator」をRasが獲得 |
| 10月17日～12月5日 | Apex Legends Global Series: Split 1 Pro League - APAC North                          | 6位          | Zeder、Selly、Ras |                                        |
| 10月17日～12月5日 | Apex Legends Global Series: Split 1 Pro League - APAC North                          | 21位         | Wokka             | WokkaはBAKEMONとして出場               |
| 2022年            |                                                                                      |              |                   |                                        |
| 3月12日～3月27日  | Apex Legends Global Series: Split 2 Pro League - APAC North                          | 2位          | Zeder、Mainy、Ras |                                        |
| 3月12日～3月27日  | Apex Legends Global Series: Split 2 Pro League - APAC North                          | 1位          | Selly             | SellyはαDRaccoonとして出場             |

### VALORANT
公式大会
| 開催年月日         | 大会名                                                                  | 順位・賞金                   | 出場選手                                          |
| ------------------ | ----------------------------------------------------------------------- | ---------------------------- | ------------------------------------------------- |
| 2020年             |                                                                         |                              |                                                   |
| 11月14日～11月15日 | VALORANT FIRST STRIKE JAPAN 予選大会                                    | 1-4位[決勝進出]              | Zepher、neth、Medusa、rion                        |
| 12月3日            | VALORANT FIRST STRIKE JAPAN 決勝大会                                    | 5-8位(\100,000)              | Zepher、neth、Medusa、rion                        |
| 2021年             |                                                                         |                              |                                                   |
| 2月26日            | VALORANT Champions Tour 2021 Japan Stage 1 Challengers 2 Open Qualifier | 1-4位[本戦出場]              | Zepher、neth、Munchkin、Medusa、rion              |
| 2月28日            | VALORANT Champions Tour 2021 Japan Stage 1 Challengers 2                | 1-2位[MASTERS出場]           | Zepher、neth、Munchkin、Medusa、rion              |
| 3月13日～3月21日   | VALORANT Champions Tour 2021 Japan Stage 1 Masters                      | 1位(\3,000,000)              | Zepher、neth、Munchkin、Medusa、rion              |
| 4月3日             | VALORANT Champions Tour 2021 Japan Stage 2 Challengers 1 Open Qualifier | 1-8位[本戦出場]              | Zepher、neth、Munchkin、Medusa、rion              |
| 4月11日            | VALORANT Champions Tour 2021 Japan Stage 2 Challengers 1                | 3-4位[Finals出場]            | Zepher、neth、Munchkin、Medusa、rion              |
| 4月29日～5月2日    | VALORANT Champions Tour 2021 Japan Stage 2 Challengers Finals           | 1位[Masters出場](\1,000,000) | Zepher、neth、Munchkin、Medusa、rion              |
| 5月24日～5月26日   | VALORANT Champions Tour 2021 Stage 2 Masters - Reykjavík                | 9-10位($15,000)              | Zepher、neth、Munchkin、Medusa、rion              |
| 7月4日             | VALORANT Champions Tour 2021 Stage 3 Challengers 1 Open Qualifier       | 1-8位[本戦出場]              | ade、Bazzi、Fisker、Munchkin、Minty               |
| 7月11日            | VALORANT Champions Tour 2021 Stage 3 Challengers 1                      | 1-2位[Playoffs出場]          | ade、neth、Bazzi、Fisker、Medusa                  |
| 8月12日～8月15日   | VALORANT Champions Tour 2021 Stage 3 Challengers Playoffs               | 2位[Masters出場](\500,000)   | ade、neth、Bazzi、Fisker、Munchkin、Minty、Medusa |
| 9月9日～9月19日    | VALORANT Champions Tour 2021 Stage 3 Masters - Berlin                   | 9-12位($10,000)              | ade、neth、Bazzi、Fisker、Munchkin、Medusa        |
| 12月2日-12月12日   | VALORANT Champions 2021                                                 | [ 116 ]                      |                                                   |

### 大乱闘スマッシュブラザーズ
| 開催年月日       | 大会名           | 試合結果 | 出場選手    | 備考 |
| ---------------- | ---------------- | -------- | ----------- | ---- |
| 2022年           |                  |          |             |      |
| 7月8日 ～7月10日 | Double Down 2022 | 1位      | ProtoBanham |      |

### 他ゲームタイトル
Vainglory
| 開催年月日        | 大会名                                           | 試合結果 | 出場選手                                                   | 備考 |
| ----------------- | ------------------------------------------------ | -------- | ---------------------------------------------------------- | ---- |
| 2018年            |                                                  |          |                                                            |      |
| 8月2日 ～9月14日  | Vainglory Premier League East Asia RegularSeason | 3位      | ViViRoyaL、ViViMercy、tosisatooo、あふろ、tatuki217、NAETA |      |
| 9月15日 ～9月16日 | Vainglory Premier League East Asia ChampionShip  | 3位      | ViViRoyaL、ViViMercy、tosisatooo、あふろ、tatuki217、NAETA |      |

## 開催イベント

### Crazy Raccoon Cup
Crazy Raccoonが主催する一連の大会「Crazy Raccoon Cup」について記載する。

#### Fortnite
Crazy Raccoon Cup
国内初の賞金付Fortnite公式大会を開催。賞金は総額100万円、その他に賞品。
大会はCrazy Raccoon所属選手、招待選手、一般参加選手によって行われる。日清食品が協賛。Crazy Raccoon公式YouTubeチャンネルにて行われた本配信は2021年5月現在で100万回以上視聴されている。
「Epic Games賞」にはCrazy Raccoon枠よりうゅりる、招待選手枠よりライフガード、一般参加枠よりSCARZ Akipotin_nとなった。「ボドカ賞」はCrazy Raccoon枠よりCornn、一般参加枠より侍.nRとなった。「日清食品賞」は一般参加枠よりCA.Aka、みのやん VTuber、Editor.ろむとなった。そして賞金獲得はCrazy Raccoon枠よりWidow、一般参加枠よりCA.Aka、Editor.ろむが獲得。
参加メンバーならびに賞については以下の通りである。

- Crazy Raccoon選手 - うゅりる（Epic Games賞）、とっぴー、リズアート、Scarlet、だるまいずごっど、ありさか、VanilLa、Cornn（ボドカ賞）、Widow（賞金33万円）、Crazyラマ、くろのん、Ruin、Fracisco、bell
- 招待選手 - りょりょ、ボドカ、ぜんいち、Lexqss、Aiz、Ren、まぅふぃん、あせら、ライフガード（Epic Games賞）、ねこくん！、Rob

Crazy Raccoon Cup Vol.2
賞金付Fortnite公式大会の第2回大会。今回も総額100万円の賞金。
前回よりも多いスポンサーを控えて、日本国内の有名実況者を招待するだけでなく、海外選手も招待する大会となる予定であった。しかしながら招待予定であった海外選手「NRG benjyfishy」「100T Ceice」が急遽参加をキャンセルすることになった。
大会本戦はソロであるが、本戦前に招待選手によるエキシビジョンマッチが開催された。エキシビジョンマッチはFortniteゲーム内での「デスラン」と「陣取り合戦」。
デスランで勝利したのはありけん。陣取り合戦で勝利したのもありけんチームであった。本戦ではPOSKが総合優勝した。
参加したチームのうち、招待選手は以下の通りである。
- 招待選手 - benjyfishy、Ceice、Peterpan、Arius、Quickss、Nephrite、POSK、Aqxly、GoRou、Phate、Aby、Sexyboy、HoodJ、Envy、Zelarl、MAYO、CeRes、Alice、Melon、Discentra、Ming、SinOoh、Medusa、bykn、Zepher、Metsuo、Maesar、Crystal、Liryu、fa1zzY、Paengdol、Spidermon、Reo、Riley、Tatto、Minty、SHIRONEKO、ROCCA、NinGDO、Eraser、MacChan、Musero、しんく、まうふぃん、Harukiyo、Diva、miki、Puzz、Horde、JAG、ぼくラグナ、ぼぶくん、ぺがさす、KUREN、あるべど、TK、SlrSwillium、Qoo、FaxFox、あかいろ、ぺた、まぐ、A4、ごっとらびっと、Kuzen、yunseopp、kang backho、Aimhero_o、もんすたー、くらら、まつたす、TAX、そふぃあ、Rialy、てんぷら、やまだ、はむっぴ、しゅか、たこ、KENTAch、リムル、ルイ、れたす、やせのっぽ、しゅんしゃん

Crazy Raccoon Cup Vol.3
賞金付きFortnite公式大会の第3回大会。今大会は4月5日にオフラインでの開催が予定されていたが、新型コロナウイルスの影響によりオフライン大会は中止となった。
総額は250万円で個人協賛により集められた。
本戦には予選を勝ち抜いた88名が参加。全員によるバトルロイヤルが5試合行われ、優勝が決まる形式。
優勝は4試合目でビクトリーロイヤルも獲得したRupa。
予選を突破し、大会出場権を得た選手は以下の通りである。
- 予選突破選手(大会出場選手) -  Rialy、Rikki、Rupa、MERCI、A_sun、Noske、totot、Albedo、Rimr、Selenium、ess、tackle、Maufin、tako、りぷ、てぃあnSk、Ryle、Diva、torfishy、aqxly、しゅうと、ROCCA、ごっちょ、Fire、TAX、backho、Harukiyo、ワイルドホーク、りゅうーちゃん、TS、Malta、bykn、shushupiy、Spidermon、Aby、Nephrite、Lettuce、サマーサーフィン、SHIRONEKO、りりぐらーる、ryu24、しゅんしゃん、Artemis、KENTA、Qoo、Ningdo、JAG、あさ、ちょこらず、なえとる、ぼぶ、くらら、えいむ、ぺがさす、Swillium、たっと、Zenith、clemens、CeRes、Pina、rencon、peterpan、Melon、KUREN、Fleder、shinoa、RiLey、Rimuru、Zepher、太ってるたく、nicon、horahora、Peta、やま、TsubasA、Zerukn、BELK、FaxFox、Maesar、AKPECC

- Crazy Raccoon選手 - Alice、リズアート、Ruri、Qjac、ゆせあ、Scarlet、Bell

第4回 Crazy Raccoon Cup Invitational
Crazy Raccoonでは初となるトリオ大会を開催。招待されたインフルエンサーをリーダーとし残り2枠に実力のあるプレイヤーが入るトリオ構成で大会が行われた。
賞金は前大会と同額の250万円であるが、今大会はトリオであるために前回よりも個人毎の賞金はおよそ3分の1程度となっている。
これまでの慣例ではCrazy Raccoon Cup前後で新たなFortnite部門の選手が加入していたが、今大会ではFortnite部門ではなく新設されたCreater部門に今大会のオープニング映像の担当もしたNateが加入することとなった。
優勝はねこくん！チーム。賞金山分けであった1回目のCrazy Raccoon Cupを除くと、Crazy Raccoon所属選手がCrazy Raccoon Cup大会において優勝するのは初めてとなった。
参加したメンバー、順位は以下の通りである。

- 1位 - ねこくん！、Macyfishy、Shinck
- 2位 - Zelarl、HYG ぜるくん、HYG Chocoluv -ω-
- 3位 - LiaqN、Peterpan、FaxFox
- 4位 - KUN、Alice、Ruri
- 5位 - ボドカ、まうふぃん、ぼぶくん
- 6位 - Francisco、A2.べるく、おじじーずしゅうと
- 7位 - まお、naetor、Qjac
- 8位 - アマル、Scarlet、ゆせあ
- 9位 - ハイグレ玉夫、クソガキクランTS、ぺがさす
- 10位 - ボクシングch、ema、かげとら
- 11位 - Cornn、まぐ、たかちゃん
- 12位 - ありけん、リズアート、Swillium
- 13位 - リテイルローの村長、bell、MERCI
- 14位 - てんみりあむ、Harukiyo、WR.KUREN
- 15位 - きゅーちゃん、Riddle Fire -3-、Riddle RazL
- 16位 - Tatu#、しゅう of WR、WR.TAX
- 17位 - リテイルローの無料案内所、ワイルドホーク、しゅんしゃん
- 18位 - かあいいちゃん!!、りありー、ASF aqxly
- 19位 - キャプテンしょーた、Rupa of ASF、ASF Peta
- 20位 - しいちゃんねる、Σ 太ってるたく、NSR Stork
- 21位 - じゅん、マルク、かづ
- 22位 - くらら、なえじ、はなちゃん
- 23位 - フォートナイト下手くそおじさん、ちちちれ毛、私が佐々木です。
- 24位 - トム、けんぞう、かいです
- 25位 - しょうじ、しんのすけ、潜入者風ねけまる
- 26位 - おれんじ君、たこちゃん、ゴリ君
- 27位 - ぷりっつ、bykn/ばいきん、サハラ
- 28位 - まいぜんシスターズ、きしんGames、WD.かまぼこ
- 29位 - スパガ、クソガキクラン高木、ちょめ

Crazy Raccoon Cup Vol.5
Crazy Raccoon Cup Vol.5が開催。前回に引き続きトリオ大会であるが、今大会は1日目は「Crazy Raccoon Cup Invitational」、2日目は「Crazy Raccoon Cup Competetive」の2日間に渡って開催された。
1日目は前大会と同じ形式の招待されたインフルエンサーをリーダーとし残り2枠に実力のあるプレイヤーが入る、というトリオ構成である。2日目は予選を突破した選手たちによって行われる、前々大会に近い形式の大会となった。
賞金は1日目が都内有名焼肉店食事券90万円分、2日目が優勝チーム250万円。1日目の優勝はエクス・アルビオチーム、2日目の優勝はQjacチーム。
参加チームのメンバー、順位は以下の通りである。

- 第五回 Crazy Raccoon Cup Invitational

- 1位 - エクス・アルビオ、まうふぃん、ワイルドホーク
- 2位 - ありけん、リズアート、Ruri
- 3位 - ねこくん！、Macyfishy、Shinck
- 4位 - てんみりあむ、あるべど、れたす
- 5位 - リテイルローの無料案内所、Riddle fire、しゅんしゃん
- 6位 - ボドカ、ぼぶくん、Ryle
- 7位 - しいちゃんねる、stork、太ってるたく
- 8位 - まお、ぜるくん、chocoluv
- 9位 - べる、Scarlet、ゆせあ
- 10位 - Tatu#、harukiyo、しゅう
- 11位 - ぜるふぃー、Melon、tako
- 12位 - ボクシングch、かげとら、rupa
- 13位 - ドズル、Maesar、おらふくん
- 14位 - キャプテンしょーた、faxfox、peterpan
- 15位 - Cornn、Qjac、naetor
- 16位 - きゅーちゃん、Lightt、Riddle RazL
- 17位 - ハレンチ、inyy、Rimr
- 18位 - Liaqn、えいむ、kogane
- 19位 - ありくま、カノア、サハラ
- 20位 - 福井のカズさん、しゅうと、Allen
- 21位 - ハイグレ玉夫、ぺがさす、TS
- 22位 - Francisco、うゅりる、とっぴー
- 23位 - そぅ、らっしー、horahora
- 24位 - フォートナイト下手くそおじさん、玉摩り隊ちちちれ毛、瀬戸内じゃくそん
- 25位 - なえじ、はてな、うぃず
- 26位 - おれんじ君、しぃふみん、たこちゃん
- 27位 - かあいいちゃん、からつけあっきぃ、なーな
- 28位 - ぷりっつ、アマル、だるまいずごっど
- 29位 - スパガ、クソガキクラン 高木、ちょめ

- 第五回 Crazy Raccoon Cup Competetive

- 1位 - Qjac、naetor、ワイルドホーク
- 2位 - Ruri、まうふぃん、ぼぶくん
- 3位 - Lettuce、はむっぴ、Ess
- 4位 - KENNTAch、とむっちょ、Melon
- 5位 - shinck、Maesar、Macyfishy
- 6位 - KUREN、TAX、ragis
- 7位 - ぶゅりる、くらら、tackle
- 8位 - Peta、tako、sekosama
- 9位 - Nephrite、あるべど、kogane
- 10位 - Alice、Swillum、ぽこ
- 11位 - chocoluv、太ってるたく、ぜるくん
- 12位 - しゅうと、Allen、Stunt
- 13位 - TS、shiroA、かげとら
- 14位 - Rui、Stork、ひろ
- 15位 - harukiyo、しゅう、Rialy
- 16位 - リズアート、Rimr、らるJP
- 17位 - ゆせあ、みや、Rainy
- 18位 - しゅんしゃん、ぺがさす、Riddle fire
- 19位 - T1 Quikss、T1 SinOoh、Spidermon
- 20位 - MuGI、Lise、@@
- 21位 - bell、MERCI、tatto
- 22位 - ryuchan、m1ya、sabel
- 23位 - サマーサフィーン、NeNd、Diva
- 24位 - Shinoa、ごっどらぴっと、Fleder
- 25位 - peterpan、faxfox、wonx
- 26位 - Rupa、えいむ、くろの
- 27位 - ぴなぐらーる、てぃあのすけ、りりぐらーる
- 28位 - プロ狩りのおにぎり、そふぃあ、Lulu
- 29位 - Scarlet、たかちゃん、Fram
- 30位 - うゅりる、bykn、Metsuo

Crazy Raccoon Cup Vol.6
Crazy Raccoon Cup Vol.6。2日間の開催のうち、初日は海外選手も招待した「Crazy Raccoon Cup Competetive」、2日目は完全招待制による「Crazy Raccoon Cup Invitational」。
それぞれの大会のルールは前大会と同様。また、今大会では1日目にnaetor、2日目にEssと2人の選手がCrazy Raccoonに加入した。
1日目の優勝はQjacチームが前大会に続く2連覇を果たした。2日目の優勝はCrazyRaccoonの本気チーム。
参加チームのチーム名、メンバー、順位は以下の通りである。

- 第六回 Crazy Raccoon Cup Competetive

- 1位 - Qjac、naetor、WildHawk
- 2位 - Ruri、ぼぶくん、まぅふぃん
- 3位 - リズアート、Alice、Swillium
- 4位 - clemens、stork、Allen
- 5位 - Fleder、太ってるたく、chocoluv
- 6位 - Melon、Syamu、とむっちょ
- 7位 - はむっぴ、れたす、Ess
- 8位 - Macy、Shinck、Maesar
- 9位 - fa1zzy、jozya、25NgNI
- 10位 - ゆせあ、Rainy、みや
- 11位 - raru、pina、りりー
- 12位 - りむる、iNyy、Gazeru
- 13位 - さざんと、はやと、Fathram
- 14位 - しゅうと、Merem、きるあ
- 15位 - YAMA、KoRox2、つうぃ
- 16位 - FaxFox、Peterpan、Seak
- 17位 - fram、Diva、Zerukn
- 18位 - たかちゃん、Magu、ぱこ
- 19位 - ShiroA、SUGAR、アリババ
- 20位 - ぶゅりる、くらら、ragis
- 21位 - Scarlet、Rui、たっと
- 22位 - ぺがさす、しゅんしゃん、ふぁいあー
- 23位 - ROCCA、KUREN、ひろ
- 24位 - bykn、dokn、jaemon
- 25位 - かわしー、てと、Ore
- 26位 - まいぽり、ぽて、xEllthuR
- 27位 - Tax、Rialy、ごっちょ
- 28位 - Albedo、Nephrite、kogane
- 29位 - paengdol、Spiderman、AimOAO
- 30位 - Lulu、Runa、ゆうゆう
- 31位 - Harukiyo、しゅう、えいむ
- 32位 - プロ狩りのおにぎり、そふぃあ、SuloA
- Rupa、りゅーちゃん、tako

- 第六回 Crazy Raccoon Cup Invitational

- 1位 - CrazyRaccoonの本気（うゅりる、Alice、ゆせあ）
- 2位 - 機関車トーマス（れじぇくん、ワイルドホーク、りむる）
- 3位 - 忘れ物したから先に行っててくれ（Tatu、Harukiyo、KUREN）
- 4位 - フレッシュプリキュア（てんみり、あるべど、れたす）
- 5位 - Mister（ねこくん！、Shinck、Macy）
- 6位 - 賞金総額100億50ベリー（ありけん、リズアート、まうふぃん）
- 7位 - ガチサイコパス（ボドカ、Ruri、ぼぶくん）
- 8位 - チーム名思いつきませんでしたごめんなさい（ぜるふぃー、Melon、ぼくラグナ）
- 9位 - フォートナイトナイトメア怖い本当に無理（ゼラール、chocoluv、Zerukun）
- 10位 - クリサポ「bellko」#ad（べる、ぽて、まいぽり）
- 11位 - かとうせいや（Cornn、Qjac、naetor）
- 12位 - オラオラオラオラ（Liaqn、FaxFox、Peterpan）
- 13位 - ベーボン（総長ウララ、なえじ、RyuCyan）
- 14位 - 嫌われ者チーム（キャプテンしょーた、Rupa、Tax）
- 15位 - ガチ（しいちゃんねる、太ってるたく、stork）
- 16位 - えすくらす（Francisco、くらら、Ess）
- 17位 - おじじ守り隊（リテイルローのおじさん、しゅうと、やま）
- 18位 - メガネ天狗坊主（ハイグレ玉夫、TS、ぺがさす）
- 19位 - ネフライト・はむっぴ・ドズル（ドズル、Nephrite、はむっぴ）
- 20位 - 中学生トリオ（まお、みや、Rainy）
- 21位 - 三度の飯よりロリ（そぅ、らっしー、Ponta）
- 22位 - かあいいちゃん最強（ぷりっつ、アマル、かあいいちゃん）
- 23位 - 撃ってみな？飛ぶぞ（ありくま、かのあ、まぜ太）
- 24位 - 案内老後面倒見隊（リテイルローの案内、しゅんしゃん、ふぁいあー）
- 25位 - フォートナイト下手くそおじさんチーム（フォートナイト下手くそおじさん、瀬戸内じゃくそん、ちちちれ毛）
- 26位 - マサチューセッチュッチュチュッチュ大学（おれんじ君、ぼうや、たこちゃん）
- 27位 - フォートナイト動物園（つばさブロー、Nyankorasu、393）
- 28位 - JUPITERさんちょっとお借りします（はつめ、新兵えす、えるくろ）

第7回 Crazy Raccoon Cup Invitational
第7回 Crazy Raccoon Cup Invitationalが開催。前大会とはまったく異なるデュオでの「鬼ごっこ」形式で行われた。
逃走者のルールはツルハシでの攻撃禁止、武器の使用禁止。建築、回復アイテムや移動アイテムの使用は可能というもの。
鬼はCrazy RaccoonからはRuriとリズアート、招待選手としてBob、まうふぃんの計4名。鬼側にルールの制限は設けられておらず、スキンが統一されているため見分けるのは容易である。
逃走者の勝利条件は最後まで生き残る、もしくは逃走者の内で一番最後に鬼に倒されることである。賞金総額は200万円で1試合ごとに賞金が50万円となっている。
参加したチームのチーム名、メンバー、結果は以下の通りである。

- 1戦目勝利 - ママ活（きゅーちゃん、ふぁいあー）
- 2戦目勝利 - マサチューチュッチュッチュッチュチュパカブラ研究会（おれんじ君、たこちゃん）
- 3戦目勝利 - バニさか（VanilLa、ありさか）
- 4戦目勝利 - 将棋部（Zalarl、GXSU）
- スイッチ大好き進撃の範馬炭治郎（リテイルローの案内、なめこFC）
- 鳥類の逆襲（しょうじ、かど）
- ぼくの名前はりゅうきです（ぷりっつ、めぐ）
- 裏者弟者（総長ウララ、千代田兄弟 弟者）
- とりあえずなーなやられね？（からつけあっきぃ、なーな）
- ブタゴリラ（ドズル、おらふくん）
- れじぇくんブラザーズ（れじぇくん、金髪くん）
- うゅらぎ（うゅりる、ragis）
- 案内チームより生き残る（ありけん、しゅんしゃん）
- 2人合わせて、総プレイ時間13000時間!!（べる、Macyfishy）
- しゃんねこ（そらねこ、シャンロン）
- チームリア充（ハレンチ、カレンチ）
- ラーメン食べたい!!（まお、しゅうと）
- 幼稚園ひよこぐみ（てんみり、Qjac）
- (株)アマル建設（アマル、Neverty7）
- キャプテンしょーたとぜるふぃーのチームです（キャプテンしょーた、ぜるふぃー）
- おいそこのぽまえ、焼肉奢れよ!!（かあいいちゃん、しえる）
- 過去の栄光（スパガ、ちょめ）
- ありまみこ（KUN、陰キャ転生）
- ADIOSQUAD（トム、じゅん）
- 兄者の兄が呪に見えてきた（ねこくん！、Shinck）
- マサチューセッツ州で摂津世襲（ハイグレ玉夫、ぺがさす）
- お前ら分かってるよな？（ボドカ、リテイルローのおじさん）
- 荒らし（しいちゃんねる、かみかぜ）
- w（Liaqn、Cold）
- エビフライト（エクス・アルビオ、Nephrite）
- 貝は貝でも、いろいろな戦争をする貝は？（Tatu、たくみん）
- まぜ太と愉快な仲間達（まぜ太、サハラ）
- 資材ください！（Francisco、らいふがーど）
- メガネ（Cornn、TS）
- しょたいめん（花芽すみれ、ワイルドホーク）
- ん？（はなちゃん、くらら）
- シュタタ（はつめ、rnojaja）
- ロリロリロリッコ（そぅ、らっしー）
- ありちゃんかのちゃん（ありくま、カノア）
- 実は2人ともVtuber（なえじ、はてな）

第7回 Crazy Raccoon Cup Competetive
第7回 Crazy Raccoon Cup Competetiveが開催。第6回までは二日間の連続開催であったが、今大会ではInvitationalとCompetetiveで約2か月の期間が開いている。
今回はゲストとして実際にFortniteもプレイしているHIKAKINがゲストに招かれた。賞金は300万円。Crazy Raccoon Cup最高額となっている。
優勝チームはしゅんしゃんだ、LBR りる、LBR やまである。参加チームのメンバー、順位は以下の通りである。

- 1位 - しゅんしゃんだ、LBR りる、LBR やま
- 2位 - KsgkTs、KsgkPegasus、tatto
- 3位 - FCS ありばば、ALBA Flot0r、ALBA Raifer
- 4位 - Frenzy、Toxxen、Standry
- 5位 - Chocoluv、GW_Fleder、太ってるたく
- 6位 - Clxxer、SVN Aimboy、Basilios
- 7位 - Scarlet Plix、Secret Ponta、Secret すず
- 8位 - DELTA しゃむ、FA たかちゃん、Scarlet
- 9位 - T1 SinOoh 666、T1 Envy7、SVN Asudfishy
- 10位 - Harukiyo、ragis、ROCCA
- 11位 - LCF ぼっと、伊藤 stork、伊藤 KUREN
- 12位 - poco、Pina.iwnl、dokn
- 13位 - リズアート、WildHawk、Rimr
- 14位 - Runa、Mashiron、FA ぺぼ
- 15位 - あるべど、ぶゅりる、raru
- 16位 - Qjac、Alice、naetor
- 17位 - ALBA Melon、ALBA totot、くらら
- 18位 - Nephrite、Kogane、えいむ
- 19位 - まいぼり、Rialy、Ryle
- 20位 - Macyfishy、Maesar、Shinck
- 21位 - DELTA.プロ狩りのおにぎり、Ragna、CCCでALBAな_ぼっとだんご
- 22位 - xrainy.ncr、NSR みや、ゆせあ
- 23位 - Ruri、Maufin、ぼぶくん
- 24位 - FCS ふらむ、ALBA ばこ、MERCI
- 25位 - Shinoa、かげとらEX、Diva
- 26位 - マニマニRio、マニマニRui、マニマニTig
- 27位 - OTOME、LBR Korox2、LBR Tzuyu
- 28位 - YouTube Hibiki、Navy、Thea
- 29位 - GW_Lettuce、Ess、GW Hamuppii
- 30位 - サービス、MREれんこん、NVS wickesy
- 31位 - Seak、won、Peterpan
- 32位 - ごっとらびっと、ALBA L4ex、らっとぶるよりもんすたー
- 33位 - Caddyq、loggonappy、iseekwhale

第8回 Crazy Raccoon Cup Invitational
第8回 Crazy Raccoon Cup Invitationalが開催。第7回のInvitationalに引き続き、鬼ごっこが開催された。
ルールも前回同様、逃走者のルールはツルハシでの攻撃禁止、武器の使用禁止。建築、回復アイテムや移動アイテムの使用は可能というもの。
鬼側にルールの制限は設けられておらず、スキンが統一されているため見分けるのは容易である。
逃走者の勝利条件は最後まで生き残る、もしくは逃走者の内で一番最後に鬼に倒されることである。賞金総額は200万円。
鬼はCrazy RaccoonからはQjac、naetor、Alice、Scarlet、招待選手としてRimr、Flederの計6名。参加チームのチーム名、メンバー、結果は以下の通りである。

- 1戦目、3戦目勝利 - ぷりきゅあ（はなちゃん、くらら）
- 2戦目勝利 - ニシセンセ（西義之、西義之の相方です）
- 4戦目勝利 - おねがい撃たないで（れじぇくん、WildHawk）
- 負けたら脱ぎます。（リテイルローの案内、ぺがさす）
- 終わったらモンハンライズやるチーム（しょうじ、ぬけまる）
- ADIOSQUAD（トム、じゅん）
- 賞金くれええええええ！（ぷりっつ、そらびび）
- 泣かせる当たり屋男と泣かせない当たらない女（総長ウララ、はてな）
- パンプキン加藤（ハイグレ玉夫、このや）
- 顎（ボドカ、じゃすぱー）
- ドズル社（ドズル、おらふくん）
- 鬼ごっこガチ勢（しいちゃんねる、かみかぜ）
- めいりあ（LiaqN、Macyfishy）
- マサチューチュッチュッチュッチュチアリーダー（おれんじ君、たこちゃん）
- 肉巻きおにぎり ～マヨネーズを添えて～（ありけん、リズアート）
- 英雄神の憂鬱(ヒーローゴッドメランコリー)（エクス・アルビオ、だるまいずごっど）
- べるにーにょ（べる、えるにーにょ）
- ハンターランク3（Tatu、たくみん）
- 合同会社アマル建設（アマル、Neverty7）
- チームキャプテンしょーた（キャプテンしょーた、Shinck）
- いてまうぞ（はつめ、Mondo）
- 俺らの走りについてこられるかな？w（そぅ、ragis）
- あっきぃ 焼肉奢ってください!!!!（かあいいちゃん、からつけあっきぃ）
- 東京特許許可局局長今日急遽休暇許可却下（ありくま、カノア）
- すぱがっつん（スパガ、けっつん）
- ガチで付き合ってない!!（なえじ、Ruri）
- はやと＆とくや（まぜ太、サハラ）
- 花より団子（まお、しゅうと）
- うたないで～（花芽すみれ、Maufin）
- 僕センスないから任せる!!（てんみり、しゅんしゃん）
- ママ活（きゅーちゃん、ふぁいあー）
- ボブきな（きなこ、BobSappAim）
- チームうゅりる（うゅりる、とっぴー）
- 花より美人（Francisco、山吹りょう）
- ばにさか（VanilLa、ありさか）
- メガネv2（Cornn、TS）
- 僕、最強だから（GXSU、ゆせあ）
- エロガキ（ヌン・ボラ、Bob）
- 大会一日前にしょぼい圧をかけて招待して頂けたチーム（ぜるふぃー、怜）

第8回 Crazy Raccoon Cup Competetive
第8回 Crazy Raccoon Cup Competetiveが開催。前回に引き続き賞金300万円での、競技シーンに出場する選手を集めたCrazy Raccoon主催大会。
今回もInvitationalとCompetetiveで約2か月の期間が開いている。今回のゲストはなしで、解説はCornnが務めた。
参加チームのメンバー、順位は以下の通りである。

- 1位 - Liberta Maluuu、GL bykn、ALBA Jaemon.
- 2位 - Ruri、リズアート、Rid WildHawk ゆ機
- 3位 - raru、GW_Albedo、GW_Buyuriru
- 4位 - CH ほとけいずぶっだ 姫、LCF Debs、GW Fleder7
- 5位 - YouTube Hibiki、SVL 猫愛好家れん、youtube RiaM.りあむ
- 6位 - しゅんしゃんだ、LCF りる、yamathy.
- 7位 - Norcal Kenshi、fcs 5tzuyu、ImperialDeb
- 8位 - T1 SinOoh 666、T1 EnvyWhale、SVN Asudfishy.
- 9位 - ごっと らびっと、ALBA l4ex、GOL D.MONSTER
- 10位 - ジブ娘プリティーたっくす〆、破壊神じぇりこ、ジブ娘プリティーうぃっけしー〆
- 11位 - Qjac、naetor、аquа best
- 12位 - GW Kogane、GW_Nephrite、LBR えいむ 老
- 13位 - 童 ragis 貞、Riddle Maugraal、KUREN 王
- 14位 - ncr リテイルローのしゅうと、svl koa、A2 こよた
- 15位 - CashKing Rialy、CashKing Macy、CashKing Bob
- 16位 - ALBA ひろひろひろ、Rui サナ、Liberta ぺぽ
- 17位 - ぼっととreet、ALBA ロッカとSavage、suloa fcs
- 18位 - Secret PlixxxMvP、Secret ponta、Secret すず
- 19位 - PORTGAS D. FRAM、ALBA まるお、こんにちは 私は18歳の アフリカ人
- 20位 - rainy、NSR みや、ゆせあ
- 21位 - АLEXGONZSOCCER85、rуle ay лол、The Only Pina
- 22位 - amrs スぺキンtrg、FOCUS Jedi 74、ヒカキンさん大好きごま 反省してる
- 23位 - DELTA Syamu、Scarlet、FA たかちゃん
- 24位 - OWM まいぽり、owm Pote、皇帝ペンギン45号
- 25位 - ce seakhram、runamm、Ess
- 26位 - RiddleFire、幽霊 らいと、Riddle RazL
- 27位 - GW_Lettuce、GW_Hamuppi、Fcs WildoknHawk
- 28位 - cynicalnightplan、SG4 きんぐ、Ac.velcia
- 29位 - Fleek ドンキホーテ、CLEAR.SLOW、Fleek 灰の魔女たけζζ
- 30位 - 小峠英二と日村勇紀としのあと友近、スイッチ勢かげとら、img divqx--
- 31位 - ALBAジブ娘プリティーととち〆、GW_Kurara、ALBA Melon
- 32位 - Łulu kun、ベストフレンドキラー、gyenfn
- 33位 - Secret いちぃ、ぬわーーーーっっ、くりあのぴかちゅう

第9回 Crazy Raccoon Cup Competetive
第9回 Crazy Raccoon Cup Competetiveが開催。賞金150万円の、Crazy Raccoon主催大会。

- 1位Ruri、Cornn、けなそゆ
- Ess、おれんじ君、きゅーちゃん
- Naetor、しいちゃんねる、なえじ
- Qjac、ありくま、カノア
- Alice、トム、はてな
- Yusea、アマル、ハイグレ玉夫
- WildHawk、あんない、まお
- Runa、れじぇくん、べる
- ぺぽ、しょうじ、ZELLFY
- ふぁいあー、ありけん、キャプテンしょーた
- Zeral、うゅりる、はつめ
- RizArt、GXSU、なつ
- Maufin、LiaqN、そらねこ
- ぼぶくん、とっぴー、はる
- あるべど、ぷりっつ、柑橘めたる
- Nephrite、Tatu、新兵えす

#### Apex Legends
Crazy Raccoon Cup Apex Legends
Crazy Raccoonが主催する「Crazy Raccoon Cup」のApex Legendsでの大会。
OPENREC.tvでは最高同時視聴人数が11万人を超え、平均の同時視聴人数も5.8万人とOPENREC.tv内では最大級の大会、国内でも最大級の規模の大会となった。
都内有名焼肉店食事券90万円分が優勝賞品であり、Apex Legendsの大会としては規模が大きいものとなった。優勝はBobSappAim、翔丸、花芽すみれのチーム「牛角3150!!(うしつのさいこう)」。
参加チームのチーム名、メンバー、順位は以下の通りである。

- 1位 - 牛角3150!!（BobSappAim、shomaru7、花芽すみれ）
- 2位 - くれいじーらきゅーん（ボドカ、とっぴー、神成きゅぴ）
- 3位 - かなみんと（あどみん、Kamito、叶）
- 4位 - 山田ハウス（太田、山田、佐保）
- 5位 - ちーぽっくる（きなこ、勇気ちひろ、胡桃のあ）
- 6位 - ホロスプレー（TIE_Ru、あーさー、ソバルト）
- 7位 - トロールアイス渋谷店（渋谷ハル、白雪レイド、葛葉）
- 8位 - らすとオマケの仏（らすぼとけ）（Ras、仏）
- 9位 - ZEUS（あぽろ、Light、AlphaAzur）
- 10位 - 負けたらWokkaのせい（Wokka、けんき、あびつん）
- 11位 - みんな強すぎだろ（Zalarl、Cornn、リテイルローの無料案内所）
- 12位 - たこのり豆腐（にゃんたこ、麻婆豆腐、まさのり）
- 13位 - ぇふびぃあい（Francisco、一ノ瀬うるは、ボスナ）
- 14位 - 〇欲ありアート（ありさか、リズアート、ぼぶくん）
- 15位 - 動物園（だるまいずごっど、96猫、宇志海いちご）
- 16位 - 地球代表（はつめ、Luke、エクス・アルビオ）
- 17位 - ばななの皮（ぷりっつ、からつけあっきぃ、まぜ太）
- 18位 - 熟女愛好会（ハイグレ玉夫、ぺがさす、TS）
- 19位 - 歌い手（総長ウララ、ゆふな、蛇足）
- 20位 - 漢度3000倍（バーチャルゴリラ、乾伸一郎、歌衣メイカ）

Crazy Raccoon Cup Apex Legends Vol.2
Apex Legendsでの2回目となる大会「Crazy Raccoon Cup Apex Legends Vol.2」が開催。前回に続き、高い同時視聴人数を獲得する大会となった。
賞品は商品券150万円、副賞「おじじー賞」として選ばれた選手に30万円分の焼肉券。また、今回の大会で発表された加入選手はWokka。Streamers部門に所属する。
優勝はすみっこにゃんこーんチームであり、Apex Legends部門のRasとStreamers部門のCornn、前回優勝者の花芽すみれによるチーム。
参加チームのチーム名、メンバー、順位は以下の通りである。

- 1位 - すみっこにゃんこーん(すにゃこ)（花芽すみれ、Ras、Cornn）
- 2位 - 3種のチーズ牛丼特盛温玉付き（ソバルト、KUN、Mondo）
- 3位 - いつまでもハロウィン（TIE Ru、ゆふな、ゆきぶやー）
- 4位 - Dine And Dash（Wokka、ねこくん！、堂村璃羽）
- 5位 - ボノボ（BobSappAim、ボスナ、胡桃のあ）
- 6位 - ZEUS（あぽろ、ライト、あっく）
- 7位 - snowpop（きなこ、ヌン・ボラ、ラトナ・プティ）
- 8位 - K2ARK（渋谷ハル、白雪レイド、一ノ瀬うるは）
- 9位 - 夜のゲーム部（はつめ、まさのり、リテイルローの案内）
- 10位 - パワーパフガールズ（あどみん、西園チグサ、Cpt）
- 11位 - 俺ら留年確定JK（ハイグレ玉夫、高木、まろん）
- 12位 - かなちーくず（叶、勇気ちひろ、葛葉）
- 13位 - キッズステーション（カワセ、エクス・アルビオ、杏戸ゆげ）
- 14位 - にゃんたこのガトーショコラ（わきを、よきき、M君）
- 15位 - ゴリらー油（バーチャルゴリラ、そらる、灯油）
- 16位 - ライオンの檻に入れられたひよこ(ひよこさんチーム)（夏色まつり、パカエル、宇志海いちご）
- 17位 - ばななのかわ（ぷりっつ、からつけあっきぃ、いわた）
- 18位 - 歌い手（総長ウララ、蛇足、釈迦）
- 19位 - ババア親衛隊（ボドカ、とっぴー、じゅえりー）
- 20位 - 夜破のだるま（だるまいずごっど、不破湊、夜見れな）

第3回 Crazy Raccoon Cup Apex Legends
第3回 Crazy Raccoon Cup Apex Legendsが開催。今大会はOPENREC.tvとの契約期間が満了し、Mildomとの大会配信契約を締結したためにMildomでの配信となった。
今回の本配信の解説にはApex Legendsで日韓1位も獲得した競技シーン選手であったAleluが務めた。日韓1位ほどの高い実績を誇る元選手が解説を務めたのは初である。
また、今大会で発表された加入メンバーはSelly。競技シーンへの出場を休止するMondoの代わりにApex Legends部門へ加入する。優勝は引くことを覚えろチーム。Mondo、はつめ、KUNのチームである。
参加したチームのチーム名、メンバー、順位は以下の通りである。

- 1位 - 引くこと覚えろ（KUN、Mondo、はつめ）
- 2位 - けいご大概にせいや（ボドカ、Cornn、じゃすぱー）
- 3位 - あるある探検隊withB（BobSappAim、アルス・アルマル、AlphaAzur）
- 4位 - コメデター禁止（Ras、ソバルト、樋口楓）
- 5位 - だんまり猫かぶり（釈迦、ゆふな、つぶら）
- 6位 - キムチで殴るぞ（Cpt、ヌン・ボラ、西園チグサ）
- 7位 - すみれいじーwithうぉっか（Wokka、L4zyAlone、花芽すみれ）
- 8位 - まだまえRu～（TIE_Ru、まさのり、える）
- 9位 - Apex People（StylishNoob、SPYGEA、杏仁ミル）
- 10位 - オリンパス激ロー（渋谷ハル、おぼ、イブラヒム）
- 11位 - ニルファーナ625（ラトナ・プティ、NIRU、一ノ瀬うるは）
- 12位 - しみけんJr.（あどみん、AKA、てんみり）
- 13位 - べぇりんがる（勇気ちひろ、トナカイト、Kamito）
- 14位 - 透け透けスコープ（バーチャルゴリラ、胡桃のあ、DustelBox）
- 15位 - 異・武装達磨（だるまいずごっど、Sou、Eve）
- 16位 - †Dark Inferno Dragon†（叶、そらる、葛葉）
- 17位 - 今夜は寝かせない（きなこ、不破湊、エクス・アルビオ）
- 18位 - SMG（初代ミュウツーの逆襲）（カワセ、杏戸ゆげ、社築）
- 19位 - しぃぇあ〜るなんよ（Francisco、椎名唯華、夜見れな）
- 20位 - R-501ガビーン（天月、nqrse、めろちん）

第4回 Crazy Raccoon Cup Apex Legends
Crazy Raccoon Cup Apex Legendsの第4回大会。今大会はホワイトデーに開催されるということで、男女混合チームを条件としている。
優勝チームは男性から女性へ、女性から男性へ優勝賞品を選ぶという形式となった。1人50万円以内で事前相談なしにプレゼントを決める。
優勝チームはCpt、ヌン・ボラ、瀬戸美夜子による雪夜の一番星チームとなった。参加チームのチーム名、メンバー、順位は以下の通りである。

- 1位 - 雪夜の一番星（Cpt、ヌン・ボラ、瀬戸美夜子）
- 2位 - VORUTO（常闇トワ、一ノ瀬うるは、Wokka）
- 3位 - 心を燃やせ（Ras、Eve、Mika Pikazo）
- 4位 - のりまゆげch（夏色まつり、まさのり、杏戸ゆげ）
- 5位 - 卍Ψ鬼†神Ψ卍（だるまいずごっど、ありさか、奈羅花）
- 6位 - かなちーくず（勇気ちひろ、叶、葛葉）
- 7位 - にるまふてぃ（NIRU、まふゆ、ラトナ・プティ）
- 8位 - しばくぞヤンキーズ（ボドカ、樋口楓、とっぴー）
- 9位 - あさRuトライオン（TIE_Ru、あさぱん、獅子神レオナ）
- 10位 - きなこミルクセーキ（きなこ、StylishNoob、杏仁ミル）
- 11位 - でっけぇわ（アルス・アルマル、エクス・アルビオ、SPYGEA）
- 12位 - メンタル白アーマー（よしなま、夜よいち、TIE_PRIZE）
- 13位 - 美女と野獣とプレデター（V.I.P、Yunocy、うるか）
- 14位 - OKM大作戦（天月、胡桃のあ、カマたく）
- 15位 - 気管支炎パンチ（BobSappAim、そらる、めぐみちゃんだよ！）
- 16位 - チグサ様は罵られたい（Selly、赤坂アカ、西園チグサ）
- 17位 - 両手に巨漢（カワセ、らっだぁ、花芽すみれ）
- 18位 - ウイスキーのチェイサーにモエ（あどみん、しろまんた、久檻夜くぅ）
- 19位 - ししゃもtyan（渋谷ハル、釈迦、伊織もえ）
- 20位 - 前大会優勝者㌠（KUN、はつめ、Mondo）

第5回 Crazy Raccoon Cup Apex Legends
第5回 Crazy Raccoon Cup Apex Legendsが開催。今大会は5月の第二日曜日の母の日にちなんで行われたことにより、通常のポイント制度に加えてチームから1名のみ両親や恩人への手紙を読み上げる動画を投稿することでチームポイントが「-2」になる制度が特別に導入された。
優勝賞品は「CRカップ優勝トロフィー」。1つのトロフィーに50万円相当の価値があり、3つ揃えることで豪華賞品と交換できる。
優勝チームはだるまいずごっど、ありさか、nqrseによる卍百鬼夜行卍となった。
参加チームのチーム名、メンバー、順位は以下の通りである。

- 1位 - 卍百鬼夜行卍（だるまいずごっど、ありさか、nqrse）
- 2位 - RASボス（Ras、あどみん、風見くく）
- 3位 - きなこのせぷてぃんぐ（きなこ、ラトナ・プティ、一ノ瀬うるは）
- 4位 - ゆめきゃわPURPLE（ヌン・ボラ、常闇トワ、Selly）
- 5位 - きたねえ花火だ（StylishNoob、カワセ、三枝明那）
- 6位 - もう許して（天月、釈迦、96猫）
- 7位 - なりきりチャット睦月會（伊織もえ、ゆふな、Kamito）
- 8位 - AV(apex video)（Mondo、カマたく、たなか）
- 9位 - アルソック（Sou、胡桃のあ、AlphaAzur）
- 10位 - 私たちがつぶしました（勇気ちひろ、花芽すみれ、渋谷ハル）
- 11位 - 第5期調査兵団（アルス・アルマル、ゆふへゐ、とっぴー）
- 12位 - うるか幼稚園まゆげ組（夏色まつり、杏戸ゆげ、うるか）
- 13位 - 岩手県立ポッキー農業高校（らっだぁ、SPYGEA、橘ひなの）
- 14位 - ぷるんハブ（TIE_Ru、TIE_PRIZE、はつめ）
- 15位 - 百三人称（ドンピシャ、蛇足、まさのりch）
- 16位 - ギャラクシーハンターズ（よしなま、Cpt、夜よいち）
- 17位 - 馬耳Say風（ボドカ、叶、葛葉）
- 18位 - シートヒールド（オサミンティヌス三世、NIRU、SLP）
- 19位 - イケボでごめん（BobSappAim、まふまふ、そらる）
- 20位 - 先輩がうぉっかの奈羅花の話（しろまんた、奈羅花、Wokka）

かさねうた
本大会に合わせて出場選手によるテーマソング「かさねうた」が公開。発生した収益は全て医療機関に寄付された。総合プロデュースは天月。作詞曲をれるりり、ラップ歌詞をたなかが担当した。
ミュージック・ビデオはCrazy RaccoonYouTuberチャンネルへ投稿されている。Crazy Raccoonの動画編集を行うあわあわが制作。
ミュージック・ビデオ内に登場するキャラクターイラストは赤坂アカ、しろまんた、白栖うに、夜よいち、BUN、ぽりごん。、あっか、Mika Pikazoと複数名が担当した。
歌唱したのは96猫、Sou、あどみん、Wokka、渋谷ハル、天月、BobSappAim、叶、カマたく、きなこ、そらる、まふまふ、葛葉、勇気ちひろ、KUN、TIE_Ru、ヌン・ボラ、胡桃のあの18名。この内、KUNは今回の第5回 Crazy Raccoon Cup Apex Legendsには出場していない。

第6回 Crazy Raccoon Cup Apex Legends
第6回 Crazy Raccoon Cup Apex Legendsが開催。今大会は「夏の思い出CRカップ」と題され、通常のポイント制度に加えてチームの1名限定で「自分がもし陽キャだったと仮定して、夏休みにしたい事を妄想して200文字以上Twitterに投稿する」とポイントが「-2」される制度が特別に導入された。
さらに「CR討伐ポイント」としてRas、Selly、Zeder、Cpt、Mondoに確定キルを入れたチームにキルポイントとは別に2pt加点される。
優勝賞品は「高級腕時計」並びに「CRカップ優勝トロフィー」である。
今大会に合わせて発表されたCrazy Raccoonの加入選手は「うるか」並びに「天月」。両者ともにStreamers部門への加入となる。
優勝チームは初出場選手であるCall of Dutyの元プロプレイヤーGreedZzを含めたTIE_Ru、AlphaAzurの「別ゲープレデター」チームとなった。
参加チームのチーム名、メンバー、順位は以下の通りである。

- 1位 - 別ゲープレデター（TIE_Ru、AlphaAzur、GreedZz）
- 2位 - もちもちまんたマリア号（Mondo、勇気ちひろ、しろまんた）
- 3位 - 全員ジブ卒（Wokka、花芽すみれ、オサム）
- 4位 - くるみぜだぁちーず（Zeder、胡桃のあ、西園チグサ）
- 5位 - キンキャニ戦隊ウルセンジャー（きなこ、一ノ瀬うるは、nqrse）
- 6位 - 夢女子卍會（カワセ、橘ひなの、奈羅花）
- 7位 - からみ・てんぺすと（Ras、叶、瀬戸美夜子）
- 8位 - サラ金 川上くん i7（NIRU、釈迦、星川サラ）
- 9位 - 嘘つき Hamsters（Selly、常闇トワ、小森めと）
- 10位 - トロールアイス渋谷店（渋谷ハル、葛葉、白雪レイド）
- 11位 - うまいエビの星（Cpt、エクス・アルビオ、ぷりっつ）
- 12位 - キュートチートニート（伊織もえ、まさのり、SqLA）
- 13位 - 〇Y〇Y（わいわい、天月、じゃすぱー）
- 14位 - ばぶちゃんず（アルス・アルマル、Kamito、ゆふな）
- 15位 - 花の白玉乙女（BobSappAim、まふまふ、TIE_Gian）
- 16位 - We Are the World（蛇足、Euriece、misaco）
- 17位 - 脳筋鼓膜殺し（ドンピシャ、おぼ、TIE_PRiZE）
- 18位 - サーバーオッチ（StylishNoob、ラトナ・プティ、SPYGEA）
- 19位 - 宮崎卍リベンジャーズ（だるまいずごっど、ありさか、椎名唯華）
- 20位 - あすかじょうゆ（k4sen、アステル・レダ、はんじょう）

第7回 Crazy Raccoon Cup Apex Legends
第7回 Crazy Raccoon Cup Apex Legendsが開催。今大会は通常のポイント制度に加えてチームの1名限定で「自身の本気の料理をツイートすること」でポイントが「-2」される制度が導入。
前回まで導入されていた使用できるキャラクター制限や討伐ポイントなどの制度はないものの、事前にCrazy RaccoonでApex Legends部門に所属経験のある5名のチームの最初に降り立つエリアである「ランドマーク」を抽選で決定する制度や試合ごとに敵を倒して獲得する「キルポイント」にも上限を設けるなどの制度が新設された。
優勝賞金は150万円。並びに優勝賞品として「CRカップ優勝トロフィー」がある。トロフィーについては第5回 Crazy Raccoon Cup Apex Legendsから導入された優勝賞品であり、前述の通り3つ集めることで豪華賞品と交換できるというものである。トロフィー制作には大会パートナーである「レッドブル」が協力している。
今大会に合わせて発表されたCrazy Raccoon加入選手は「きなこ」。カワセと同じ配信者チーム「Knot Not Rank」所属であり、Streamers部門に加入することとなった。
大会優勝チームは「CANDY☆POP」。第4回 Crazy Raccoon Cup Apex Legendsで優勝したCpt並びにバーチャルYouTuberの胡桃のあ、常闇トワの3名のチームである。
優勝チームを含めた参加チームのチーム名、メンバー、順位は以下の通りである。ジャニーズ事務所所属の山田涼介やコスプレーヤーのえなこ、漫画家のしろまんたをはじめとして、多くのYouTubeチャンネル登録者やTwitchフォロワー数を誇る配信者や歌手、バーチャルYouTuberや元プロゲーマーなどが参加した大会となった。

- 1位 - CANDY☆POP（Cpt、胡桃のあ、常闇トワ）
- 2位 - ヤニカス（Selly、ソバルト、奈羅花）
- 3位 - ドーム公演（渋谷ハル、叶、山田涼介）
- 4位 - 口数プレデター（釈迦、ボドカ、ハセシン）
- 5位 - 魔王と弟子（Ras、葛葉、不破湊）
- 6位 - PP勝（夏色まつり、杏仁ミル、まさのり）
- 7位 - 10月9日25時 先輩がうざい後輩の話 オンエアi7（NIRU、しろまんた、よっぴ～）
- 8位 - 適当言ってんね（AlphaAzur、k4sen、イブラヒム）
- 9位 - ボラサップエビオ（ヌン・ボラ、BobSappAim、エクス・アルビオ）
- 10位 - 負担に思うな（Zeder、橘ひなの、西園チグサ）
- 11位 - SUNDOME（ドンピシャ、すでたき、はつめ）
- 12位 - そらからおれらだぁ！（らっだぁ、Kamito、そらる）
- 13位 - 僕たちはいやだって言ったんですけど・・・・（カワセ、アステル・レダ、DJ Foy）
- 14位 - バスターコール（天月、StylishNoob、加藤純一）
- 15位 - BIG☆STAR（うるか、一ノ瀬うるは、小森めと）
- 16位 - ちーぽっぽ@1（きなこ、勇気ちひろ、トナカイト）
- 17位 - アニマRuプレデター（TIE_Ru、獅子神レオナ、ゆふな）
- 18位 - CR高橋えなこ（Wokka、えなこ、SPYGEA）
- 19位 - 星川の呪い（Mondo、あどみん、星川サラ）
- 20位 - 丁1（ありさか、だるまいずごっど、樋口楓）

第8回 Crazy Raccoon Cup Apex Legends
第8回 Crazy Raccoon Cup Apex Legendsが開催。今大会は通常のポイント制度に加えてチームの1名限定で「SNSに新年の抱負を投稿すること」でポイントが「-2」される制度が導入。
大会優勝チームは「スタミナ寿司」。歌手の天月、元プロゲーマーでゲーム配信者のStylishNoob、にじさんじに所属するバーチャルYouTuberの不破湊の3名のチームである。
優勝チームを含めた参加チームのチーム名、メンバー、順位は以下の通りである。

- 1位 - スタミナ寿司（天月、StylishNoob、不破湊）
- 2位 - 奈魔禿（Ras、奈羅花、わいわい）
- 3位 - 最高にロックな（やふへゐ、瀬戸美夜子、AlphaAzur）
- 4位 - 隊長不良（Selly、一ノ瀬うるは、英リサ）
- 5位 - レンタル家族母募集（蛇足、まさのり、はつめ）
- 6位 - トウキョウマニラファイターズ（ソバルト、Euriece、KUN）
- 7位 - うんちぷりっ（だるまいずごっど、きなこ、藍沢エマ）
- 8位 - うるかシェフによるドキドキワクワク3タテキッチン〜エビカニを添えて〜（nqrse、うるか、ハセシン）
- 9位 - 星春隊（渋谷ハル、星川サラ、BobSappAim）
- 10位 - BLACKBERRY（Mondo、常闇トワ、橘ひなの）
- 11位 - 冬虫歌奏（カワセ、まふまふ、白雪レイド）
- 12位 - Escape From CR（ありさか、釈迦、イブラヒム）
- 13位 - ゴリゴリアイドルオタク（伊織もえ、Kamito、バーチャルゴリラ）
- 14位 - とんかつi7（NIRU、SLP、まふゆ）
- 15位 - ウォッかのんでRu〜？（TIE_Ru、Wokka、酢酸かのん）
- 16位 - ZNR△（Zeder、胡桃のあ、如月れん）
- 17位 - Apengers（cpt、しろまんた、小森めと）
- 18位 - IQ3（ドンピシャ、ゆふな、花芽すみれ）
- 19位 - えぐめの拷問器具（ボドカ、k4sen、ローレン・イロアス）
- 20位 - ０００（ふらんしすこ、うり、ta1yo）

第9回 Crazy Raccoon Cup Apex Legends
第9回 Crazy Raccoon Cup Apex Legendsが開催。
大会優勝チームは「ぜろぷれでたー」。
優勝チームを含めた参加チームのチーム名、メンバー、順位は以下の通りである。

- 1位 - ぜろぷれでたー（VanilLa、SqLA、トナカイト）
- 2位 - ひかりの戦士（Kamito、橘ひなの、英リサ）
- 3位 - しらすフェス（Ras、夏色まつり、椎名唯華）
- 4位 - ハーベスター（BobSappAim、SHAKA、或世イヌ）
- 5位 - 冷やしドームはじめました（きなこ、渋谷ハル、本田翼）
- 6位 - WoLF（Wokka、山田涼介、不破湊）
- 7位 - CottonCandy（イブラヒム、ラトナ・プティ、葛葉）
- 8位 - あっとぜろ（天月、ハセシン、まふまふ）
- 9位 - うるかのあしかせ（うるか、胡桃のあ、k4sen）
- 10位 - ピーチジョンジョン（ふらんしすこ、ゆふな、える）
- 11位 - セRuナイナイ君（TIE_Ru、花芽なずな、でっぷ）
- 12位 - TSSM（Mainy、ソバルト、兎咲ミミ）
- 13位 - ハーベスター茶番劇（らっだぁ、StylishNoob、AlphaAzur）
- 14位 - スパイス一家（だるまいずごっど、ありさか、常闇トワ）
- 15位 - Star☆Flower（Cpt、花芽すみれ、一ノ瀬うるは）
- 16位 - KA×ME×MON×FAMIRY（Mondo、叶、小森めと）
- 17位 - だむダムDAM（Seoldam、あどみん、海妹四葉）
- 18位 - 空虫花火 ～今の当たんないか～（カワセ、そらる、奈羅花）
- 19位 - Asparagus（SPYGEA、蛇足、加藤純一）
- 20位 - チーム笑いなし（ボドカ、ローレン・イロアス、じゃすぱー）

第10回 Crazy Raccoon Cup Apex Legends
第10回 Crazy Raccoon Cup Apex Legendsが開催。
大会優勝チームは「WAGAMAMA'S」。
優勝チームを含めた参加チームのチーム名、メンバー、順位は以下の通りである。

- 1位 - WAGAMAMA'S（Selly、常闇トワ、エクス・アルビオ）
- 2位 - 花咲くきゃぷてん！（Cpt、花芽なずな、兎咲ミミ）
- 3位 - るるる！（TIE_Ru、胡桃のあ、える）
- 4位 - 明日を繋ぐお母3（猫汰つな、アステル・レダ、MOTHER3）
- 5位 - うるかなるせえ（うるか、叶、nqrse）
- 6位 - 世界のゆーとぴあ（勇気ちひろ、とっぴー、吉田綾乃クリスティー）
- 7位 - 無双竜機（小森めと、トナカイト、VaniLa）
- 8位 - 奴らが来る（Kamito、ハセシン、幕末志士・坂本）
- 9位 - エッグめの拷問器具（Vodka、ローレン・イロアス、k4sen）
- 10位 - 終焉（cheeky、加藤純一、もこう）
- 11位 - ｱｼｭﾗ（ありさか、白雪レイド、らっだぁ）
- 12位 - ワイレオモン（Mondo、山田涼介、わいわい）
- 13位 - ホシカワセナ（かわせ、星川サラ、空澄セナ）
- 14位 - ニルファーナ19（NIRU、一ノ瀬うるは、ラトナ・プティ）
- 15位 - 日本語F自由（渋谷ハル、花芽すみれ、不破湊）
- 16位 - 卍SIGN4L卍（Mainy、奈羅花、西園チグサ）
- 17位 - JOKER（kinako、BobSappAim、アルス・アルマル）
- 18位 - 三面狂神（だるまいずごっと、葛葉、Jasper7se）
- 19位 - 桜ふらべにーの（ふらんしすこ、橘ひなの、八雲べに）
- 20位 - 一時帰国（関優太、SHAKA、SPYGEA）

#### VALORANT
第1回 Crazy Raccoon Cup VALORANT
第1回 Crazy Raccoon Cup VALORANTが開催。全招待枠による10チーム構成で、大会数週間前にチームリーダーによってドラフトが行われた。
チームリーダーはCrazy RaccoonからZepher、rion、Medusa、neth、プロゲーミングチーム「JUPITER」のbarce、crow、Laz、Reita、takej、プロゲーミングチーム「FAV gaming」のFiskerが務めた。各リーダーはハンドガンのみの使用が許可され、ジェット、オーメン、スカイ、ブリーチ、全てのデュエリストの使用が禁止。
13ラウンド先取のダブルイリミネーション制でUpper決勝、Lower決勝、グランドファイナル、3位・5位・7位・9位決定戦のみBO3。賞金は200万円。
優勝チームはLaz、Wokka、あどみん、奈羅花、はつめの※人を食べますチーム。参加チームは以下に記す。

- 1位 - ※人を食べます（Laz、Wokka、あどみん、奈羅花、はつめ）
- 2位 - ヒロント（rion、胡桃のあ、釈迦、恭一郎、じゃすぱー）
- 3位 - Mercury（Reita、夏代孝明、叶、AlphaAzur、Kamito）
- 4位 - Untidels（crow、StylishNoob、うるか、VanilLa、おぼ）
- 5位 - もう大丈夫（Medusa、Mondo、ありさか、ヌン・ボラ、イブラヒム）
- 6位 - ハイカロリー（neth、だるまいずごっど、八雲べに、スタンミ、ソバルト）
- 7位 - 悪のbarce軍団（barce、ささ、Cornn、花芽すみれ、トナカイト）
- 8位 - SOVA全一（Zepher、ボドカ、デューク、べる、よきき）
- 9位 - mtmtHs（takej、Francisco、花芽なずな、夜よいち、渋谷ハル）
- 10位 - アスパラノイア（Fisker、SPYGEA、葛葉、てんみり、白雪レイド）

第2回 Crazy Raccoon Cup VALORANT
第2回 Crazy Raccoon Cup VALORANTが開催。参加チームは以下に記す。

- 1位 - Look at Forever（VanilLa、うるか、叶、わいわい、紫宮るな）
- 2位 - 秘伝の一族（だるまいずごっど、ありさか、葛葉、きなこ、一ノ瀬うるは）
- 3位 - obo以外プレデター（ウォッカ、Mondo、渋谷ハル、ゆふな、おぼ）
- 4位 - ANI×OTA（Cpt、てんみり、花芽なずな、白雪レイド、カワセ）
- 5位 - 思考Rock（ふらんししこ、SHAKA、胡桃のあ、BobSappAim、甘城なつき）
- 6位 - ぺんたGON（Jasper、イブラヒム、あれる、SqLA、小森めと）
- 7位 - 反省紀パイドリオン（ローレン・イロアス、奈羅花、Kamito、ありけん、k4sen）
- 8位 - MEN’s ACE（MOTHER3、ボドカ、あどみん、AlphaAzur、トナカイト）

第3回 Crazy Raccoon Cup VALORANT
第3回 Crazy Raccoon Cup VALORANTが開催。参加チームは以下に記す。

- 1位 - ねこらんど（Cpt、天月、ゆふな、甘城なつき、きなこ）
- 2位 - 地獄のストレート（Clutch_Fi、SHAKA、obo、一ノ瀬うるは、カワセ）
- 3位 - PRX（Jasper、yue、ボドカ、白雪レイド、胡桃のあ）
- 4位 - Mother×Family（MOTHER3、BobSappAim、Kamito、花芽なずな、花芽すみれ）
- 5位 - ササティックファイターズ（Wokka、sasatikk、うるか、k4sen、夜よいち）
- 6位 - ふわふわぱんけぇき（だるまいずごっど、濃いめのあかりん、渋谷ハル、橘ひなの、紫宮るな）
- 7位 - エンペラーYG（ふらんしすこ、天帝フォルテ、Mondo、わいわい、小森めと）
- 8位 - 他力本願！（VanilLa、ありさか、奈羅花、SqLA、スタンミ）

第4回 Crazy Raccoon Cup VALORANT
第4回 Crazy Raccoon Cup VALORANTが開催。参加チームは以下に記す。

- 1位 - くまくま☆ぱらだいす（Cpt、kamito、うるか、橘ひなの、胡桃のあ）
- 2位 - アイスポーク（Wokka、Mondo、白波らむね、SqLA、紫宮るな）
- 3位 - インパクトボイス（ふらんしすこ、ローレン・イロアス、k4sen、渋谷ハル、兎咲ミミ）
- 4位 - YUFUNA GAMING 略してYG（ta1yo、Selly、猫汰つな、ゆふな、おぼ）
- 5位 - ワンピックママ（だるまいずごっど、SHAKA、BobSappAim、一ノ瀬うるは、白雪レイド）
- 6位 - フルハウス（MOTHER3、濃いめのあかりん、ささてぃっく、ありけん、恭一郎）
- 7位 - バニーボーイ（VaniLa、Clutch_Fi、ボドカ、花芽なずな、英リサ）
- 8位 - 冬はやっぱりナベンジャーズ（Jasper7se、ありさか、奈羅花、わいわい、甘城なつき）

第5回 Crazy Raccoon Cup VALORANT
第5回 Crazy Raccoon Cup VALORANTが開催。参加チームは以下に記す。

- 1位 - GO!モンgaming（Cpt、猫汰つな、白波らむね、BobSappAim、一ノ瀬うるは）
- 2位 - 勝手にいかないで（するがモンキー、Selly、ボドカ、白雪レイド、赤見かるび）
- 3位 - やにいろスパゲッティ（MOTHER3、SHAKA、八雲べに、おぼ、らっだぁ）
- 4位 - さらちン家（ふらんしすこ、SPYGEA、紫宮るな、奈羅花、緋崎ガンマ）
- 5位 - そんなもんねぇ（Jasper、kinako、花芽なずな、カワセ、英リサ）
- 6位 - ぎむぴっく！（VanilLa、Mondo、Kamito、橘ひなの、夜よいち）
- 7位 - 10月のパーリナイ（だるまいずごっど、ローレン・イロアス、花芽すみれ、小森めと、エクス・アルビオ）
- 8位 - ギャリックFi部~rionを添えて~（Clutch_Fi、夢野あかり、天月、ありさか、ファン太）

第6回 Crazy Raccoon Cup VALORANT
第6回 Crazy Raccoon Cup VALORANTが開催。参加チームは以下に記す。

- 1位 - 部活じゃあねーぞ！（渋谷ハル、叶、エクス・アルビオ、緋月ゆい、ラトナ・プティ）
- 2位 - Sugar Smoke（kinako、白雪レイド、橘ひなの、トナカイト、天鬼ぷるる）
- 3位 - 最速バーガー（一ノ瀬うるは、小森めと、恭一郎、赤見かるび、夏色まつり）
- 4位 - Re:にじすぽかもです（兎咲ミミ、英リサ、イブラヒム、猫麦とろろ、不破湊）

第7回 Crazy Raccoon Cup VALORANT
第7回 Crazy Raccoon Cup VALORANTが開催。参加チームは以下に記す。

- Killing me（VanilLa、Jasper、夢野あかり、ボドカ、獅子堂あかり）
- 歯茎スーパードライ（MOTHER3、Ras、ta1yo、Kamito、猫汰つな）
- CR_なずみち（Cpt、ふらんしすこ、Mondo、ありさか、花芽なずな）

#### RAINBOW SIX SIEGE
第1回 Crazy Raccoon Cup Rainbow Six Siege

- 1位 - チームA（だるまいずごっど、葛葉、花芽すみれ、橘ひなの、Kamito、けんき）
- 2位 - チームB（叶、小森めと、一ノ瀬うるは、ありさか、白雪レイド、WOKKA）

#### OVERWATCH2
第1回 Crazy Raccoon Cup Rainbow OVERWATCH2

- 1位 - ボドカの右（うるか、Kamito、だるまいずごっど、釈迦、ボドカ）
- 2位 - お願いちくりん（Jasper、葛葉、渋谷ハル、ラトナ・プティ、一ノ瀬うるは）
- 3位 - Crazy live（フランシスコ、天月、Wokka、常闇トワ、きなこ）
- 4位 - 釣リーガー（奈羅花、Mondo、関優太、k4sen、橘ひなの）

第2回 Crazy Raccoon Cup OVERWATCH2

- 1位 - 漢五人（うるか、kinako、VanilLa、Mondo、奈羅花）
- 2位 - 大体ヤニーズ（Selly、ラトナ・プティ、MOTHER3、SHAKA、英リサ）
- 3位 - ふらんしすこ「しょっく…///」（Cpt、ふらんしすこ、猫汰つな、SPYGEA、白波らむね）
- 4位 - ダイブで行こう。ザリアじゃない？（rion、ローレン・イロアス、橘ひなの、小森めと、Kamito）

第3回 Crazy Raccoon Cup OVERWATCH2

- 1位 - 祭RUSH（Selly、rion、ラトナ・プティ、VanilLa、常闇トワ）
- 2位 - まだやるかい？（ta1yo、SPYGEA、SHAKA、天月、奈羅花）
- 3位 - もちもち筋肉（Cpt、kinako、ふらんしすこ、MOTHER3、アルス・アルマル）
- 4位 - 2HXP6（うるか、ローレン・イロアス、関優太、ありさか、Wokka）

#### POKÉMON
第1回 Crazy Raccoon Cup Pokémon Scarlet and Violet

- 1位− チーム噛ませ犬（おにや,よしなま)
- 2位− マンダのりゅうせいぐんは強い　(加藤純一,もこう)
- 3位− 俺らがモンスター　(うるか,k4sen)
- 4位− はぴまま　（だるまいずごっど,ローレン・イロアス)

- 特別賞 [サトシ賞]− だるまいずごっど

#### PROJECT F
第1回 Crazy Raccoon Cup Project F Supported by GiGO

- 1位 team2- 渋谷ハル、兎咲ミミ、ボドカ、k4sen、天鬼ぷるる
- 2位 team1- だるまいずごっど、橘ひなの、猫汰つな、エクス・アルビオ、赤身かるび
- 3位 team3- Selly、叶、夢野あかり、一ノ瀬うるは、甘城なつき
- 4位 team4- 釈迦、SPYGEA、YamatoN、英リサ、魔界ノりりむ

### STREET FIGHTER 6
第1回 Crazy Raccoon Cup Street Fighter 6

- 1位 - ビーストチルドレン（k4sen、叶、関優太、葛葉、ウメハラ）
- 2位 - 保険適用外（わいわい、おにや、おぼ、Sasatikk、ふ～ど）
- 3位 - ぎゃんぐたうん地方勢（獅白ぼたん、イブラヒム、けんき、だるまいずごっど、どぐら）
- 4位 - かZooの子（戌神ころね、赤見かるび、SHAKA、ドンピシャ、かずのこ）

TGS2023×CR CUP STREET FIGHTER 6

- 1位 - 美女と野獣たち（えなこ、おにや、しんじさん、布団ちゃん、ふ～ど）
- 2位 - 拳で語れ（もこう、赤見かるび、けんき、よしなま、ウメハラ）
- 3位 - かじゅとむし（ボドカ、k4sen、SHAKA、sasatikk、かずのこ）
- 4位 - どぐらだけB（獅白ぼたん、SPYGEA、おぼ、ドンピシャ、どぐら）

### Rematch
第1回 Crazy Raccoon Cup Rematch

- Aチーム - おぼ、叶、葛葉、SHAKA、しんじさん
- Bチーム - ととみっくす、nqrse、Vanilla、ふらんしすこ、らっだぁ

### 小規模大会・イベント
- カップル杯（2019年4月30日、Fortnite）
  - 小規模デュオ大会。「鬼」と「カップル」に分かれて対戦。「カップル」チームが一方がもう一方をキャリーしつつビクトリーロイヤルになることで賞品を獲得する大会。試合は全3試合。ビクトリーロイヤルした3組にディズニーランドペアチケットが贈呈される。「鬼」チームはCrazy RaccoonからはScarlet、だるまいずごっど、VanilLa、Francisco、bell、リズアート、リテイルローのおじさん。その他にボドカ、ネコくん！、リテイルローの案内所が「鬼」として参加。
  - 「カップル」チームのうちビクトリーロイヤルを獲得したのは以下の通りである。
    - 1試合目 - Ace1 Arthur
    - 2試合目 - x_Risiraq
    - 3試合目 - bell（「鬼」の勝利）
    - 4試合目 - リズアート（「鬼」の勝利）
- ポケモンユナイト交流会（2021年8月7日、Pokémon UNITE）
  - 小規模イベント。Crazy Raccoon所属メンバーやVTuberなどが多く参加したイベント。ルールとしては総当たり戦での二勝先取で総合結果で順位を決める。
  - 世界1位のチームが参加している都合上、世界1位のチームに次ぐチームが優勝とされた[144]。優勝は世界一位チームになり、2位のVanilLaチームも優勝となった。
  - 参加チーム、メンバーならびに順位は以下のとおりである。
    - 1位 - 世界一位チーム（ajun[145]、あらうでぃ[146]、てぽどん[147]、めろめろん[148]、ゆめおち[149]）
    - 2位 - VanilLaチーム（たいじ[150]、てっと[151]、ととみ[152]、VanilLa[153]、りょぼ）
    - 3位 - 渋谷ハルチーム（Alelu[154]、Clover[155]、渋谷ハル[156]、日ノ隈らん[157]、リテイルローのおじさん[144]）
    - 4位 - イブラヒムチーム（イブラヒム[158]、エクス・アルビオ[159]、叶[160]、葛葉[161]、不破湊[162]）
    - 5位 - 白雪レイドチーム（ありさか[163]、小森めと[164]、白雪レイド[165]、だるまいずごっど[166]、ゆふな[167]）
    - 6位 - 空澄セナチーム（空澄セナ[168]、兎咲ミミ[169]、Mondo、柚原いづみ[170]、LEIA[171]）

### ファンイベント
- Crazy Raccoonファンミーティング第一弾（2018年11月17日[172]、e-sports SQUARE-AKIHABARA）出演：ありさか、Widow、うゅりる、くろのん、Cornn、VanilLa、Francisco、Ruin
- プチ交流会（2019年6月13日[CR 165]、光と石の広場）出演：うゅりる、Cornn、Francisco
- Crazy Raccoon Fes.シーズン1（2019年11月3日[CR 166]、東京 パークタワーホール）出演：Widow[注釈 16]、うゅりる、Crazyラマ、Cornn、Scarlet、とっぴー、ねこくん！、VanilLa、Francisco、bell、ゆせあ、リズアート、Ruri、ありさか(声のみ)、だるまいずごっど(声のみ)
- CR FES 2023 (2023年4月22日) 幕張メッセ国際展示場イベントアリーナ　出演: ade、天月、ありさか(オンライン)、cpt、だるまいずごっど(オンライン)、Francisco、カワセ、きなこ(オンライン)、Mondo、obo、Ras、Rion、Selly、uruca(オンライン)、Vanilla(オンライン)、Wokka、じゃすぱー/Jasper7se、YY
- CR FES 2024(2024年4月27,28日) さいたまスーパーアリーナ(スタジアムモード) 出演: ade、Amatsuki、Arisakaaa (オンライン)、Cpt、Daruma is god (オンライン)、Francisco、Jasper、kawase、kinako、Mainy、Mondo、obo (4月28日のみ)、Ras (ビデオレター出演)、rion、Selly(オンライン)、uruca(オンライン)、VanilLa(オンライン)、Wokka、YY(MC)

### 協賛イベント
ここではCrazy Raccoon主催大会ではないが、協賛となった大会について説明する。
VTuber最協決定戦 ver.APEX LEGENDS Season3 
バーチャルYouTuberの渋谷ハルが主催する大会。出場者はすべてVTuberのみ。大会配信は渋谷ハル自身のチャンネルで配信されている。

元々は「VTuber最強決定戦」という名称でPUBG: BATTLEGROUNDSで行われていた大会であったが、2020年8月よりApex Legendsにゲームタイトルを移行し、名称も「VTuber最協決定戦 ver.APEX LEGENDS」としてリニューアル。Apex Legendsでは今回までで2回行われているが、過去2回と今回のSeason3とで協賛企業が大きく変化している。新しく協賛に加わった企業にはCrazy Raccoonも含まれているが、その他にもGALLERIA、Herman Miller、GRAPHT、Razer、ZOWIE、Red Bull、X-Large、Vaultroomが名を連ねている。

当大会は2021年7月24日に渋谷ハルのTwitterで発表。28日には参加者発表が渋谷ハルのYouTubeチャンネルによって発表。出場選手には「にじさんじ」や「ホロライブプロダクション」、「ぶいすぽっ！」などの事務所に所属するVTuberが出場するほか、「個人勢」と呼ばれる事務所に所属しないVTuberやプロゲーミングチーム「ZETA DIVISION」に所属するVTuber、歌い手としても活動するVTuberなど、幅広いVTuberが出場している。
当大会はあらゆるe-sportsの大会と比較しても類を見ないシステムやプログラムを導入しており、各チームのランドマークを事前にくじ引きで決定すること、マップのみを映した配信「マップ配信」を行っていること、大会前日の「前夜祭」や大会直後の「後夜祭」があることなどが例として挙げられる。前夜祭や後夜祭については、渋谷ハルが配信内において視聴者の案を取り入れながら決定している。
大会は約1週間の練習期間が設けられており、2021年8月22日に本番が行われた。大会本番の配信は各選手ごとの視点配信があるにも関わらず、渋谷ハルが自身のYouTuberチャンネルで配信された本配信の最高同時視聴人数が132,973人、配信終了直後の再生回数が2,211,978回という数字を出している。

## 配信・生放送
Crazy RaccoonはYouTube、OPENREC.tv、Mildom、twitchにアカウントを所有している。
YouTubeチャンネルは2018年4月2日とチーム発足前に作成されており、チャンネルは当初大会配信として利用されていた。2019年12月のMildomとのスポンサー契約後はMildomでのチャンネルにおいて大会配信が行われている。また、2020年4月7日にMildomとスポンサー契約を解消し、翌日にOPENREC.tvでのスポンサー契約、独占配信契約を締結した。大会配信やメンバーの配信は同年12月にMildomとスポンサー契約を再締結するまでの期間はOPENREC.tvで行われている。Mildomとのスポンサー契約再締結後、大会配信契約並びにメンバー配信契約を行っている。
OPENREC.tvはスポンサー契約解消後は一切配信が行われていない。
2023年現在CRカップ本配信はYouTube、DMM TVで配信されている。

## 出演

### 番組出演
- 卓志ぃぃeeeee！ (2019年4月17日[188]、YouTube・Twitch) - だるまいずごっど、リテイルローのおじさん(高野大知)
- 続きぃぃeeeee！電脳HUMAN (2019年5月19日[189]、テレビ東京)  - うゅりる、Francisco
- 卓志ぃぃeeeee！ (2019年5月23日[190]、YouTube) - Francisco、リテイルローのおじさん
- TALK ABOUT+ (2019年8月25日[CR 167]、BS-TBS)  - Scarlet、bell、Ruri
- 最先端を遊びつくせ！AICHI IMPACT！2019 (2019年8月31日[CR 168]、東海テレビ)  - Cornn、ねこくん！
- XLARGE Presents XMARZY (2019年9月25日[CR 169]、WREP) - ねこくん！、リテイルローのおじさん
- 中山秀征のカフェする？？(2019年10月3日 - 25日[191][192][193][194]、ネスレアミューズ)  - Francisco、ねこくん！
- アフター6ジャンクション (2019年10月17日[CR 170]、TBSラジオ) - Francisco、Cornn
- タカラトミーYouTubeチャンネル (2019年11月29日[195]、YouTube) - うゅりる、ねこくん！
- ReAL eSports News (2020年1月24日[CR 171]、テレビ朝日) - Qjac、Cornn、Scarlet、ゆせあ、リズアート
- Fortnite ビギナーズガイド[注釈 18] (2020年8月13日[CR 172]) - ねこくん！
- ReAL eSports News 日本vs世界!! eスポーツ頂上決戦 RAGE ASIA 2020 直前SP (2020年8月21日[CR 173][196]、テレビ朝日) - Cpt、Mondo、Ras
- 手越ちゃんねる 【Day2】OPENREC.tv主催 RAGE ASIA2020盛り上げ配信！ (2020年8月30日[CR 174]、OPENREC.tv) - カワセ、Cornn
- XMARZY #19 (2021年7月23日[197]、YouTube) - カワセ、とっぴー
- XMARZY #20 (2021年8月13日[198]、YouTube) - カワセ、とっぴー
- GHS NIGHT～ELLYを倒したら10万円～（2021年3月24日[199]、Mildom）- カワセ、Ras

### CM
※はウェブコマーシャルである。
- PRO X SUPERLIGHT (2020年12月8日[CR 175]、Logicool G※) - Ruri
- PRO X SUPERLIGHT (2021年1月25日[CR 176]、Logicool G※) - Wokka
- Coke ON（2021年10月11日[200]、日本コカ・コーラ※）- Cornn

### イベント出演
中止となったイベントは省略する。
- PlayX4 ROX'nRoLL e-Sports Festival (2018年5月12日 - 13日[CR 177][201][CR 178]、 韓国) - Vainglory部門、ありさか、うゅりる、とっぴー、VanilLa
- RAGE 2018 Autumn RAGE × Fortnite de 生き残らナイト (2018年9月16日[202]、幕張メッセ) - Crazyラマ、Cornn
- 東京ゲームショウ2018 (2018年9月22日[203]、幕張メッセ) - うゅりる、とっぴー
- Fortnite Palit CUP in LFS (2018年10月20日[204]、LFS 池袋esports Arena) - うゅりる、Cornn
- PlayStation祭 2018 大阪 (2018年10月28日[205]、ナレッジキャピタルコングレコンベンションセンター)  - うゅりる
- PlayStation祭 2018 広島 (2018年11月11日[206]、広島コンベンションホール) - うゅりる
- PlayStation祭 2018 札幌 (2018年12月22日[CR 179]、札幌コンベンションセンター 大ホール) - うゅりる
- ニコニコ超会議 2019 (2019年4月28日[CR 180]、幕張メッセ)  - Scarlet、bell
- 東京おもちゃショー2019 (2019年6月14日[CR 181]、東京ビッグサイト) - うゅりる、Cornn、Francisco
- Fortnite Summer Block Party (2019年6月17日[CR 182]、 アメリカ合衆国) - Scarlet、bell
- 次世代ワールドホビーフェア'19 (2019年6月29日 - 30日[CR 183]、幕張メッセ) - うゅりる、Cornn、VanilLa、Francisco
- PlayStation祭 TOKYO 2019 (2019年7月15日[CR 184]、ベルサール高田馬場) - うゅりる、とっぴー
- Aichi Impact! 2019 フォートナイト オールスタードリームマッチ(2019年9月1日[207]、Aichi Sky Expo) - Scarlet、bell、リズアート、Ruri
- 東京ゲームショウ2019 (2019年9月14日[CR 185]、幕張メッセ) - うゅりる、Crazyラマ、Cornn、とっぴー、Francisco
- 東京モーターショー2019 (2019年10月27日[CR 186]、東京ビッグサイト) - うゅりる、Francisco
- Mobile Game Experience 2019 (2019年11月10日[208]、東京ビッグサイト) - うゅりる、とっぴー
- Logicool G 7th ANNIVERSARY G'S FAMILY FESTIVAL (2020年4月15日[209]) - だるまいずごっど、ねこくん！、Francisco
- フォートナイトスぺシャル体験&トークショー (2020年9月19日[210]、東京アニメ・声優&eスポーツ専門学校) - Francisco
- 大人気プロゲーマーフランシスコ選手から学ぶ フォートナイトスペシャル体験＆トークショー！！ (2020年11月1日[CR 187][211]、名古屋デザイン＆テクノロジー専門学校) - Francisco
- Miyazaki Gamers FLAG 2020 (2020年11月15日[212]、宮崎市シーガイアコンベンションホール3F) - うゅりる、Cornn、とっぴー、VanilLa、Francisco
- Apex Legends LIGHT CHALLENGE（2021年7月11日[213][214][215] 、YouTube・Mildom・Twitch）- とっぴー
- E5フェス VALORANT 第2回 個人技王決定戦 powered by GALLERIA (2021年7月31日[216][217]、LFS池袋esports Arena) - neth
- 元世界BEST４vs RJL ALL STAR MATCH -Wokka再臨-（2021年9月4日[218]、YouTube）- Wokka
- ゲムトレ 特別授業「フォートナイトを習おう！」（2021年9月25日 / 11月28日 / 2022年1月29日[219]、オンライン）- Ruri
- 東京ゲームショウ2021オンライン BenQ 特別企画（2021年10月3日[220]、オンライン）- rion

### 大会出場
出場試合やイベントに該当しない大会について記載
- VALORANT TechnoBlood Climber Series #6（2020年12月25日[221][222]、VALORANT）- neth
- FFL DRAFT CUP ver.APEX LEDENDS（2020年12月29日[223][224][225]、Apex Legends）- Wokka、Cpt、Mondo、Ras
- SAVAGE CLUB CUP（2021年5月16日[226][227][228]、Apex Legends）- とっぴー、Francisco
- KAGAYAKI杯（2021年6月26日[229][230]、Apex Legends）- カワセ、Cpt、Francisco、Mondo
- Reignite Cup（2021年7月3日[231][232][233]、Apex Legends）- Francisco
- 異文化交流会 in 鉄拳（2021年8月20日[234][235]、鉄拳7）- Ras
- Battlefield Japan Community Streamer Cup（2021年8月30日[236][237]、バトルフィールドV）- Cpt、Cornn、とっぴー、Francisco
- Reignite Cup #2（2021年9月15日[238][239]、Apex Legends）- ありさか、Cpt、Francisco
- RAGE PARTY 2021 Autumn Apex Legendsアリーナチャレンジカップ（2021年9月25日[240][241][242]、Apex Legends）- カワセ

### 大会実況・解説
- Logicool G CUP 2019 Featuring FORTNITE (2019年11月23日[243]、YouTube) - 解説: Cornn、ねこくん！、リテイルローのおじさん
- Australian Open Summer Smash featuring Fortnite (2020年2月1日 - 2日[CR 188]、YouTube) - 解説: Francisco

### メディア掲載
- smart (2019年5月号[CR 189]) - うゅりる、Cornn、VanilLa、Francisco、Ruin
- smart (2020年5月号[CR 190][CR 191]) - ねこくん！
- Run it Back - Valorant News -（2021年9月7日[244]）- Munchkin

### タイアップ
- VALORANT (2021年8月27日[245]、ライアットゲームズ) - Wokka
  - プロジェクト「賞金首」が開催。賞金首に指定されたメンバーに勝利した先着1000名にオリジナルグッズが当たるキャンペーン。

- ローソン「大妖怪」キャンペーン[246] - だるまいずごっど、ありさか、nqrse : 第5回 Crazy Raccoon Cup Apex Legendsで優勝したチーム「卍百鬼夜行卍」とコラボしたイベント。「大妖怪」は大会内で改名した3人の名前から取られている(大妖怪ハミダシ:ありさか、大妖怪ワビナシ:だるまいずごっど、大妖怪ワミダシ:nqrse)。
  - 第一弾は2022年7月12日-7月25日。「ガルボ」「ミルクチョコレート」など明治のお菓子を3点を購入した人に1枚オリジナルクリアファイルを配布するキャンペーン。先着順で全6種各店計18枚。
  - 第二弾は2023年4月18日-5月1日。前回からさらに明治の該当製品を拡大しオリジナルクリアファイルの他にA5ノート等を配布するキャンペーン。更にコラボ装飾店舗が神奈川ローソン向ヶ丘遊園南店にて期間限定でオープン[247]。
- ローソン「Crazy Raccoon×ローソンキャンペーン[248]」 - CRメンバー(だるまいずごっど、ありさか、ふらんしすこ、VanilLa、Mondo、Ras、Selly、Cpt、neth、rion、Ade、うるか、うぉっか、kinako、カワセ)
  - 2022年12月27日-1月9日。CRメンバーがデザインされたビックリマンシール封入のオリジナルパッケージビックリマンチョコ(「クレイジーラクーンマンチョコ」)販売と、ロッテ対象商品を3点購入した人に5種類から1枚オリジナルクリアファイルを先着順で配布するキャンペーン。